# Géographie de Mayotte
Mayotte est un département et une région d’outre-mer français situé dans l’océan Indien, composé de plusieurs îles et îlots.

## Généralités

Carte de Mayotte, l’île-hippocampe.

Mayotte fait partie de l'archipel des Comores qui se situe dans le canal du Mozambique, qui sépare Madagascar de l'Afrique.
Le territoire mahorais est composé de plusieurs îles et îlots couverts d'une importante végétation, les deux plus grandes sont Grande-Terre et Pamandzi (ou Petite Terre) entourées par un lagon de 1 100 km2 (un des plus grands du monde) formé par un récif de corail de 160 km de long, qui entoure la quasi-totalité de l'île à l'exception d'une douzaine de passes, dont une à l'est appelée Passe en S. Le lagon est parsemé d'une centaine d'îlots d'origine corallienne ou volcanique (tel le MTsamboro).
Le centre de Mamoudzou, capitale économique, est à la position 12° 46′ 52″ S, 45° 13′ 42″ E.

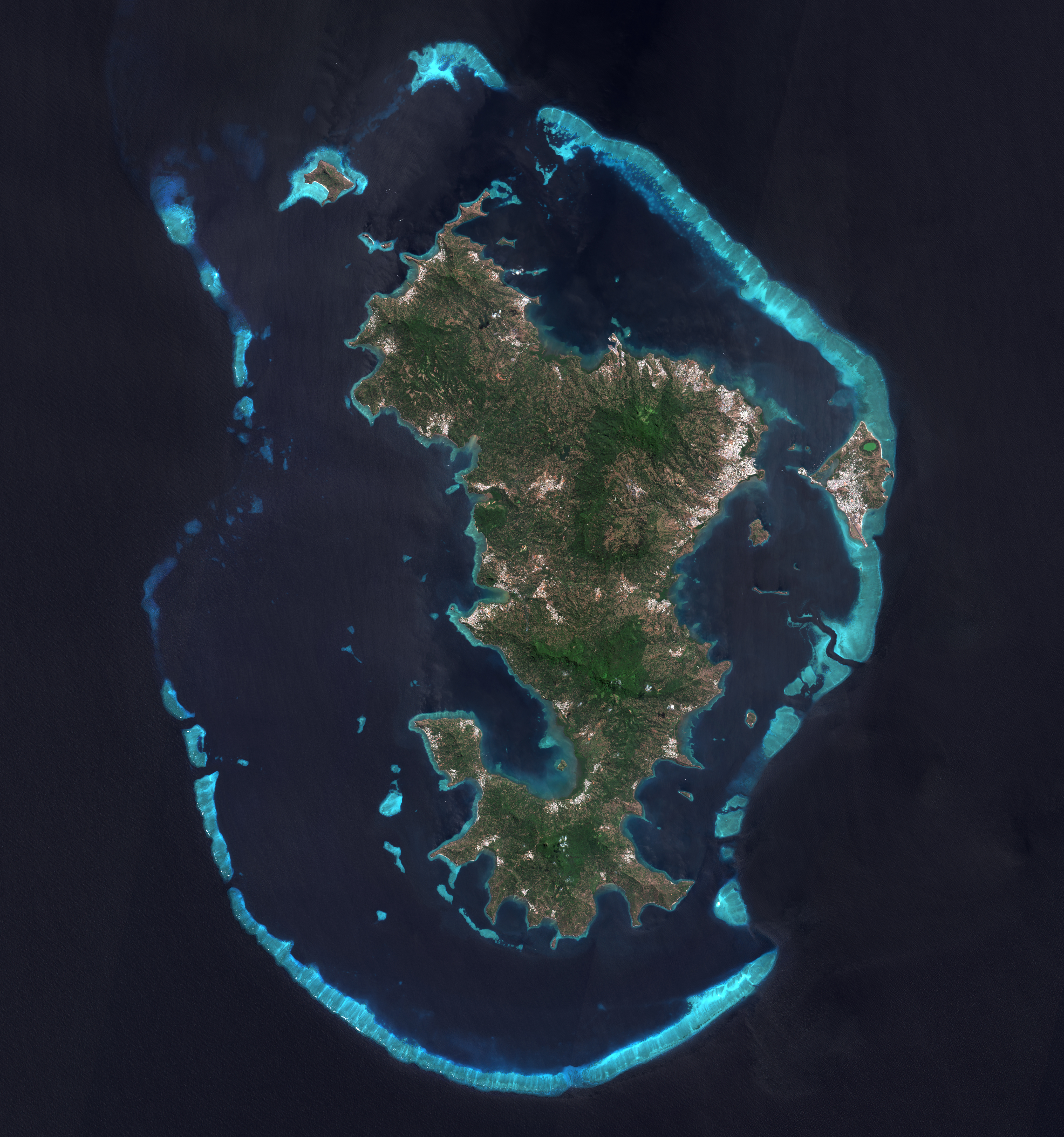
Mayotte vue par le satellite Sentinel 2 en 2021.
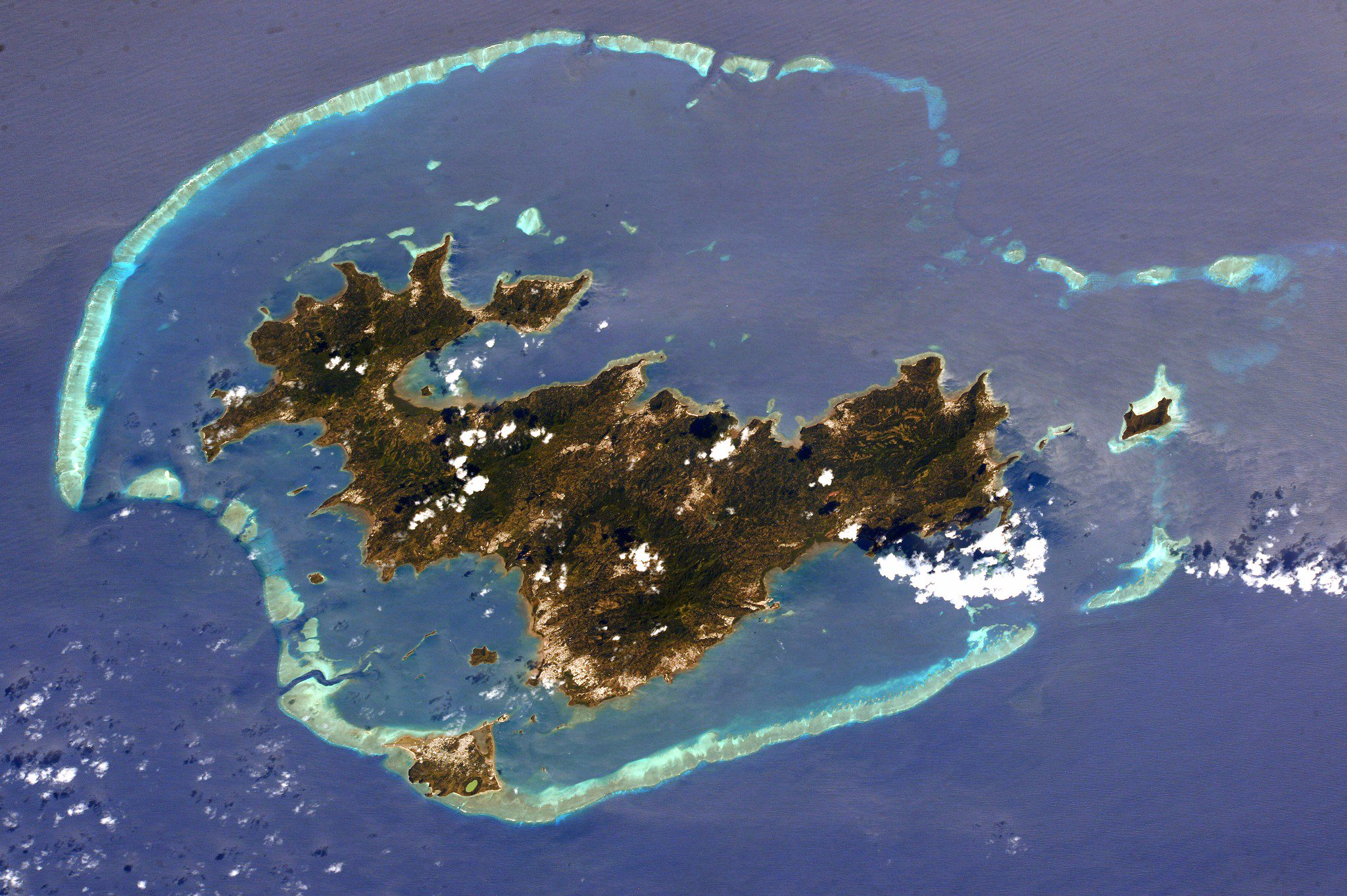
Mayotte vue de la Station spatiale internationale en 2017.
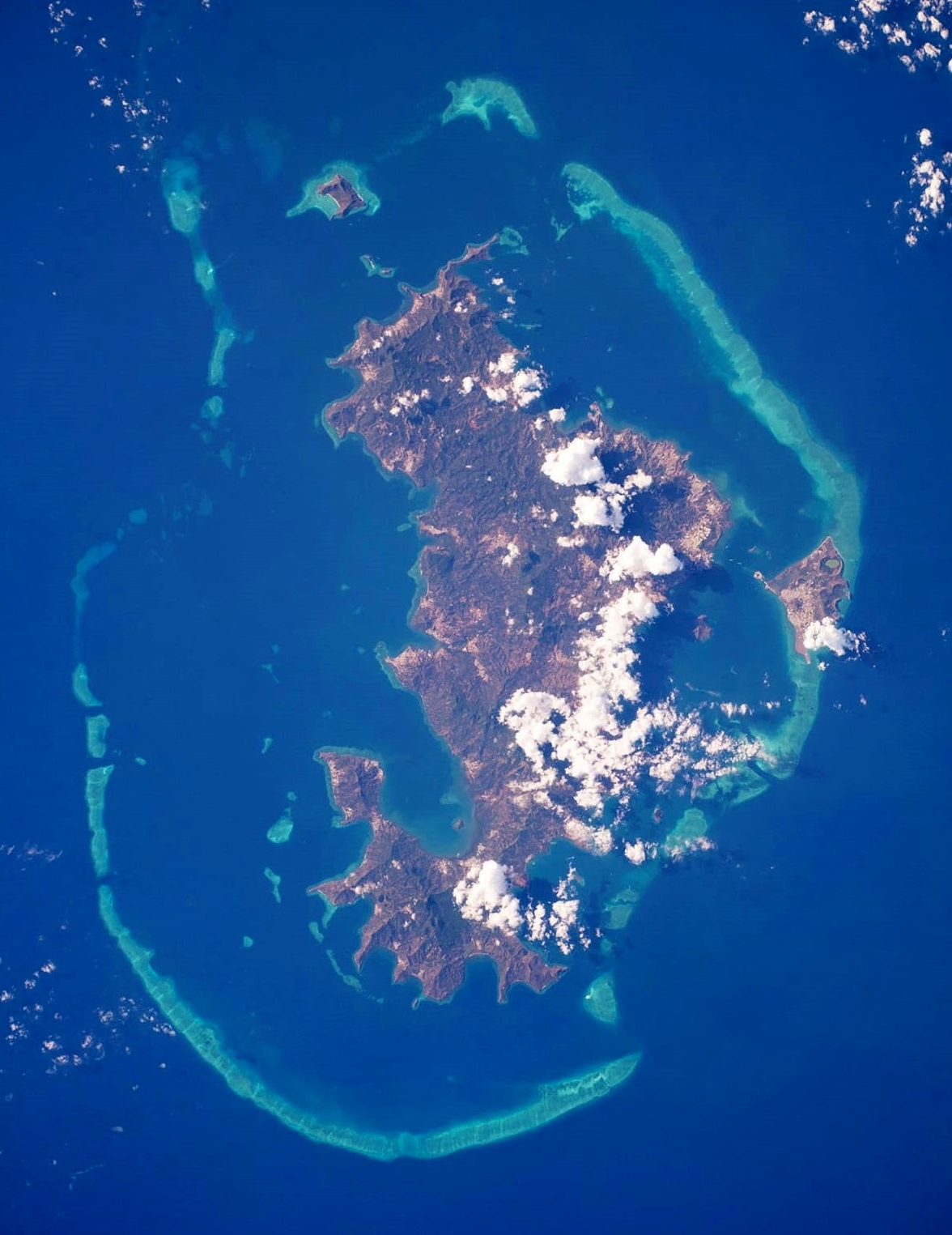
Autre vue de l'ISS, en 2021.

## Toponymie
Le nom de Mayotte vient du portugais « Mayotta », transcription du swahili « Maouti », lui-même apparemment calqué sur l’arabe « Jazirat al Mawet » (جزيرة الموت) qui signifierait « île de la mort » (probablement en raison de la barrière de corail qui entoure l’île et a longtemps constitué un danger mortel pour les navires). En shimaoré (dialecte local issu du kiswahili), l’île est appelée « Maoré ».
C’est l’île la plus au sud de l’archipel des Comores, « Jouzor al Kamar » en arabe, c’est-à-dire les « îles de la Lune » — cette étymologie populaire est cependant apocryphe, ce dernier nom venant plutôt de l’ancien nom arabe de Madagascar, « Q(u)mr’ » (جزر القمر).
En français, Mayotte est souvent surnommée « l’île aux parfums » du fait de la culture autrefois intense de fleurs odoriférantes, notamment l’ylang-ylang, symbole de l’île. Du fait de sa forme vue du ciel, elle est parfois aussi surnommée « l’île-hippocampe », ou éventuellement « l’île au lagon » selon certaines brochures publicitaires, formule cependant moins spécifique.
Le premier nom européen de Mayotte fut apparemment « île du Saint-Esprit », attribué par les navigateurs portugais au début du XVIe siècle. Cette appellation n’a pas perduré, même si elle a continué de figurer sur les cartes marines jusqu’au XVIIe siècle, associée à une île inexistante au sud de Mayotte et à côté de l’autre île imaginaire de « Saint-Christophe » (erreurs probablement liées à la topographie de la péninsule au sud de l’île, aperçue de loin en mer avec une approximation des distances, puis au report sommaire des observations sur une carte d’exploration, mais corrigées seulement en 1665 par John Burston).

## Topographie

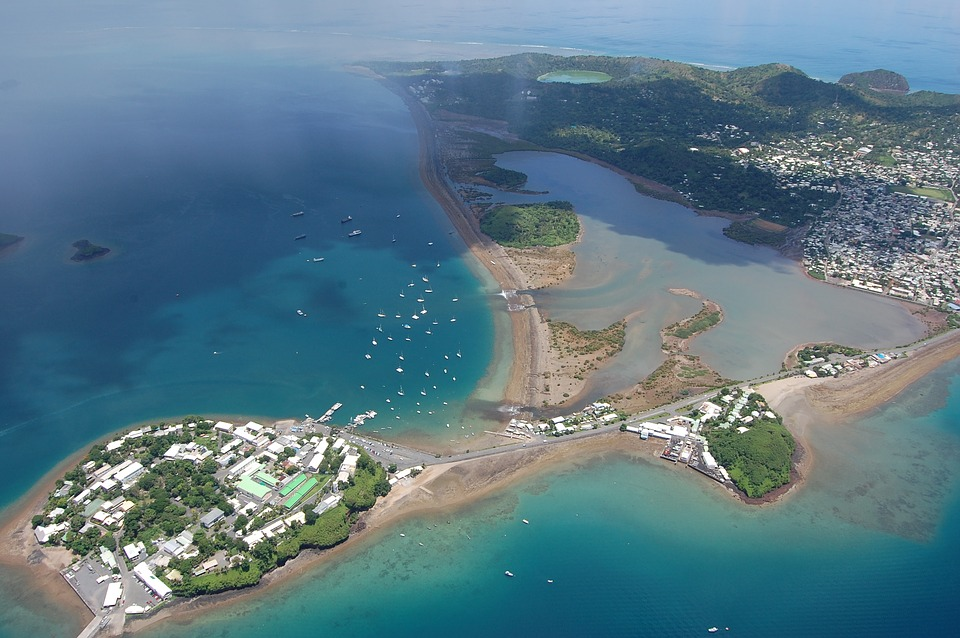
Le rocher de Dzaoudzi, le boulevard des Crabes, la vasière des Badamiers et une partie de Petite-Terre, vus d'avion.

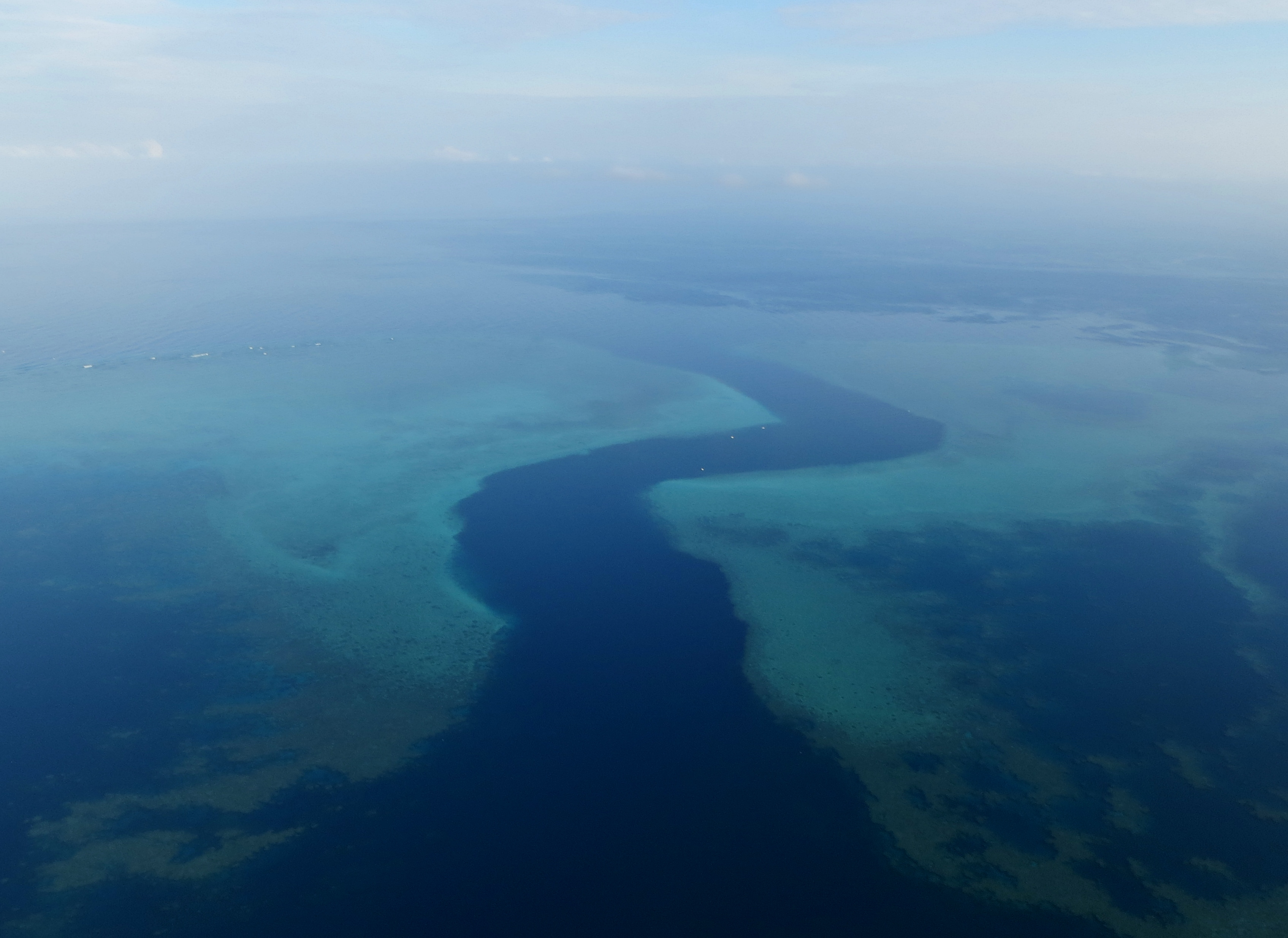
La passe en "S", dans la barrière orientale, est un haut lieu de la plongée sous-marine.

Mayotte est la plus ancienne des quatre grandes îles de l'archipel des Comores, chapelets de terres qui émergent au-dessus d'un relief sous-marin en forme de croissant de lune, à l'entrée du canal du Mozambique. Située à 295 km à l'ouest de Madagascar et à 67 km au sud-est d'Anjouan, parfois visible le soir en ombre chinoise, elle est composée de plusieurs îles et îlots couverts d'une végétation exubérante, les deux plus grandes sont Grande-Terre et Petite-Terre adossée à une barrière de corail.
Ce récif de corail de 160 km de long entoure un lagon de 1 100 km2, un des plus grands et des plus profonds au monde. On retrouve sur une partie de la barrière de corail, une double barrière qu'il est rare d'observer sur la planète. Il protège des courants marins et de la houle océanique la quasi-totalité de Mayotte, à l'exception d'une douzaine de passes, dont une à l'est appelée « passe en "S" ». Le lagon d'une largeur moyenne de 5 à 10 km a une profondeur pouvant atteindre jusqu'à une centaine de mètres. Il est parsemé d'une centaine d'îlots coralliens comme Mtsamboro. Ce récif procure un abri aux bateaux et à la faune océanique. L'activité volcanique à l'origine de la création des îles rend le sol particulièrement fertile[réf. nécessaire].
L'ensemble des terres émergées de Mayotte couvre une superficie d'environ 374 km2, ce qui en fait de loin le plus petit département d'outre-mer français (derrière la Martinique, déjà trois fois plus grande avec 1 128 km2). Cette surface est cependant difficile à évaluer avec précision étant donné le nombre de petits îlots inhabités, dont une partie sont totalement sous l'eau à marée haute, mais peuvent révéler des surfaces importantes à marée basse. Les principales îles sont :
- Grande-Terre, 363 km2, mesure 39 km de long par 22 km de large. Ses points culminants sont : le mont Bénara ou Mavingoni (660 m), le mont Choungui (593 m), le mont Mtsapéré (572 m) et le mont Combani (477 m). Elle abrite Mamoudzou, qui est la capitale économique de Mayotte et qui abrite le siège du conseil départemental et la préfecture ;
- Petite-Terre (ou îlot Pamanzi), avec Dzaoudzi (chef-lieu officiel de Mayotte) et Pamandzi (où se situe l'aéroport). Elle fait 11 km2 ;
- l'îlot Mtsamboro est la troisième île par sa dimension (2 km2). Il est habité de façon permanente essentiellement par des pêcheurs ;
- l'îlot Mbouzi (84 ha) est classé en Réserve naturelle ;
- l'îlot Bandrélé est la cinquième plus grande île ;
- l'îlot de Sable Blanc est situé à proximité du parc marin de Saziley (aire marine protégée).

Îlots de Mayotte
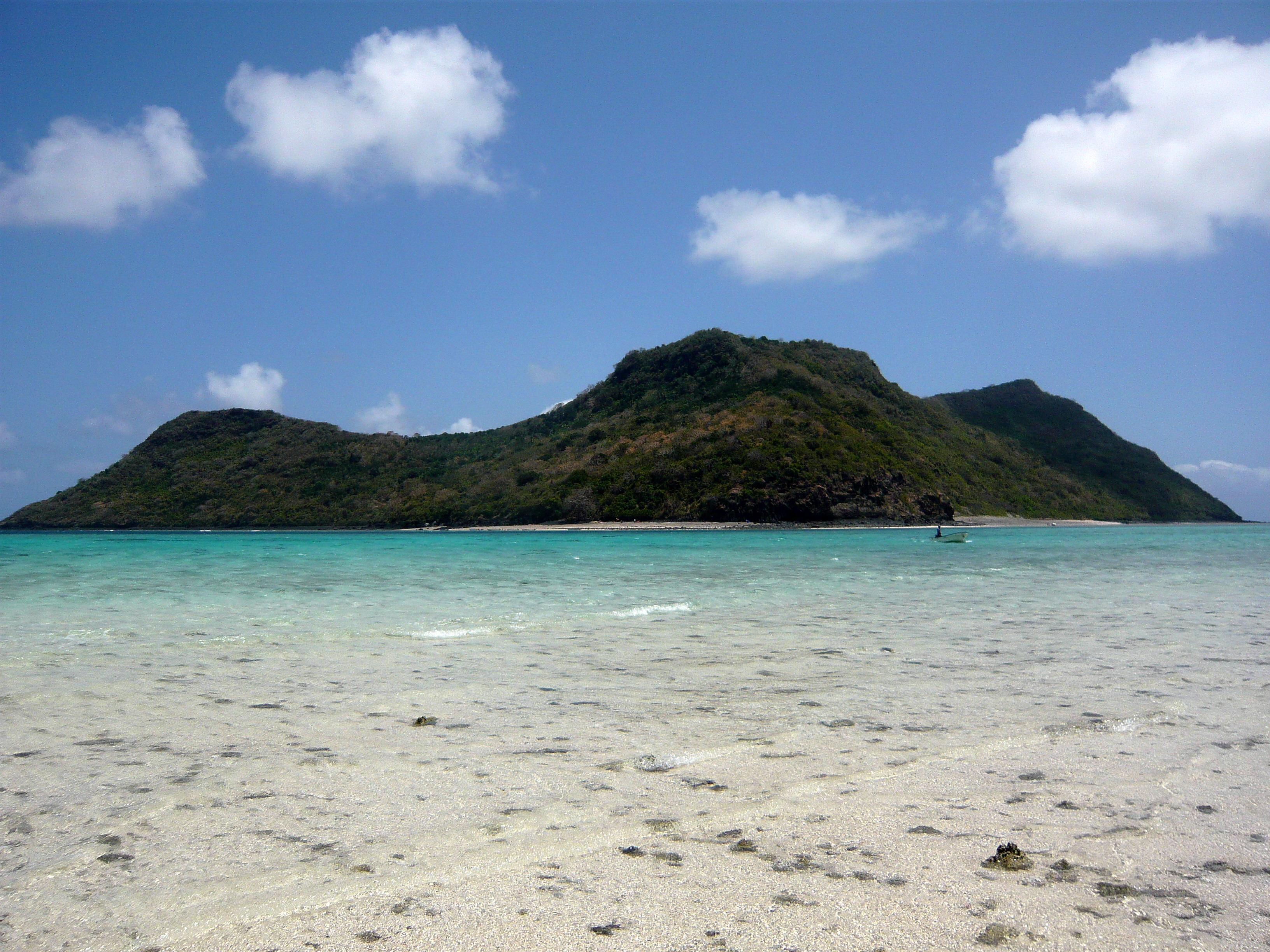
Îlot Mtsamboro.
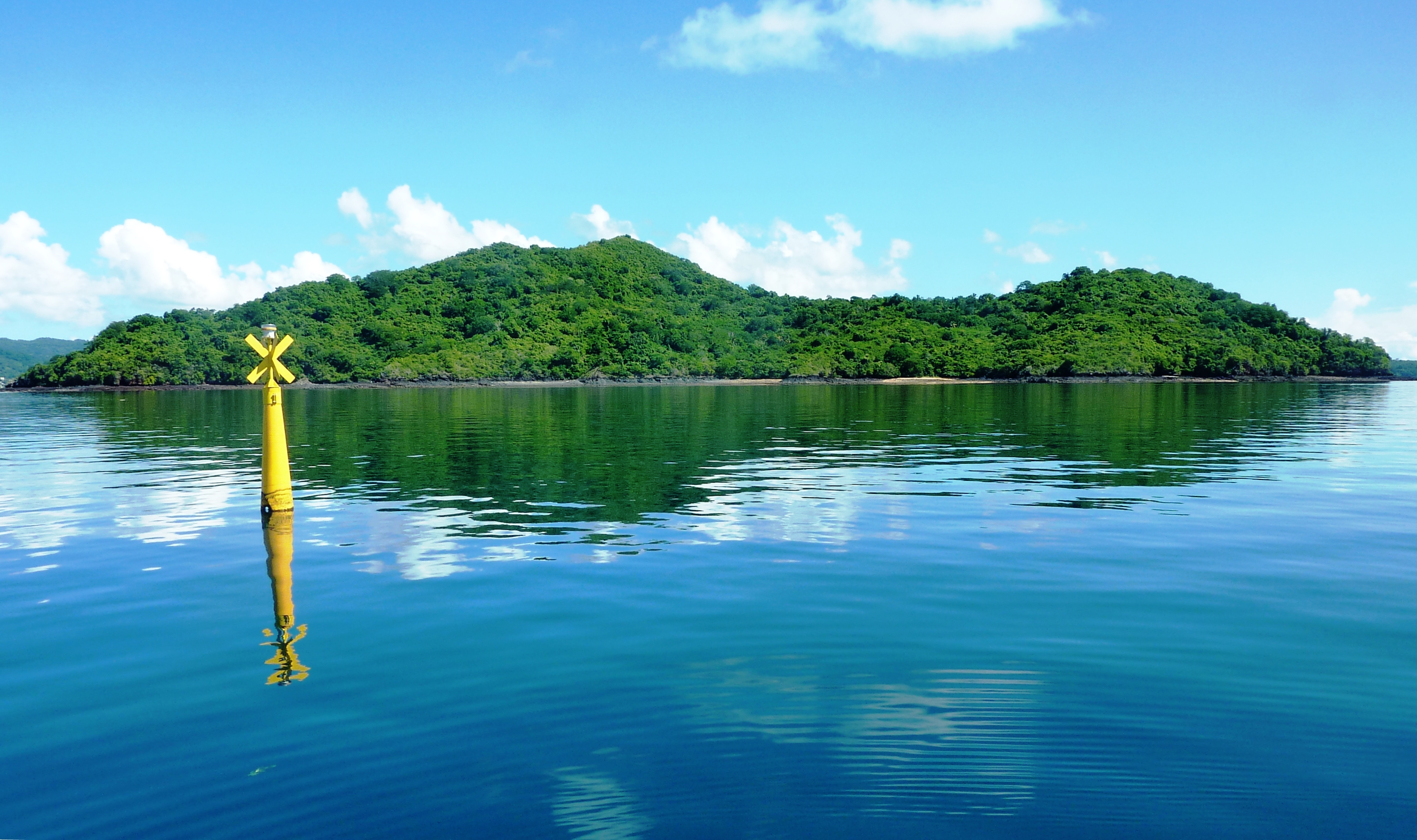
Îlot M'bouzi.
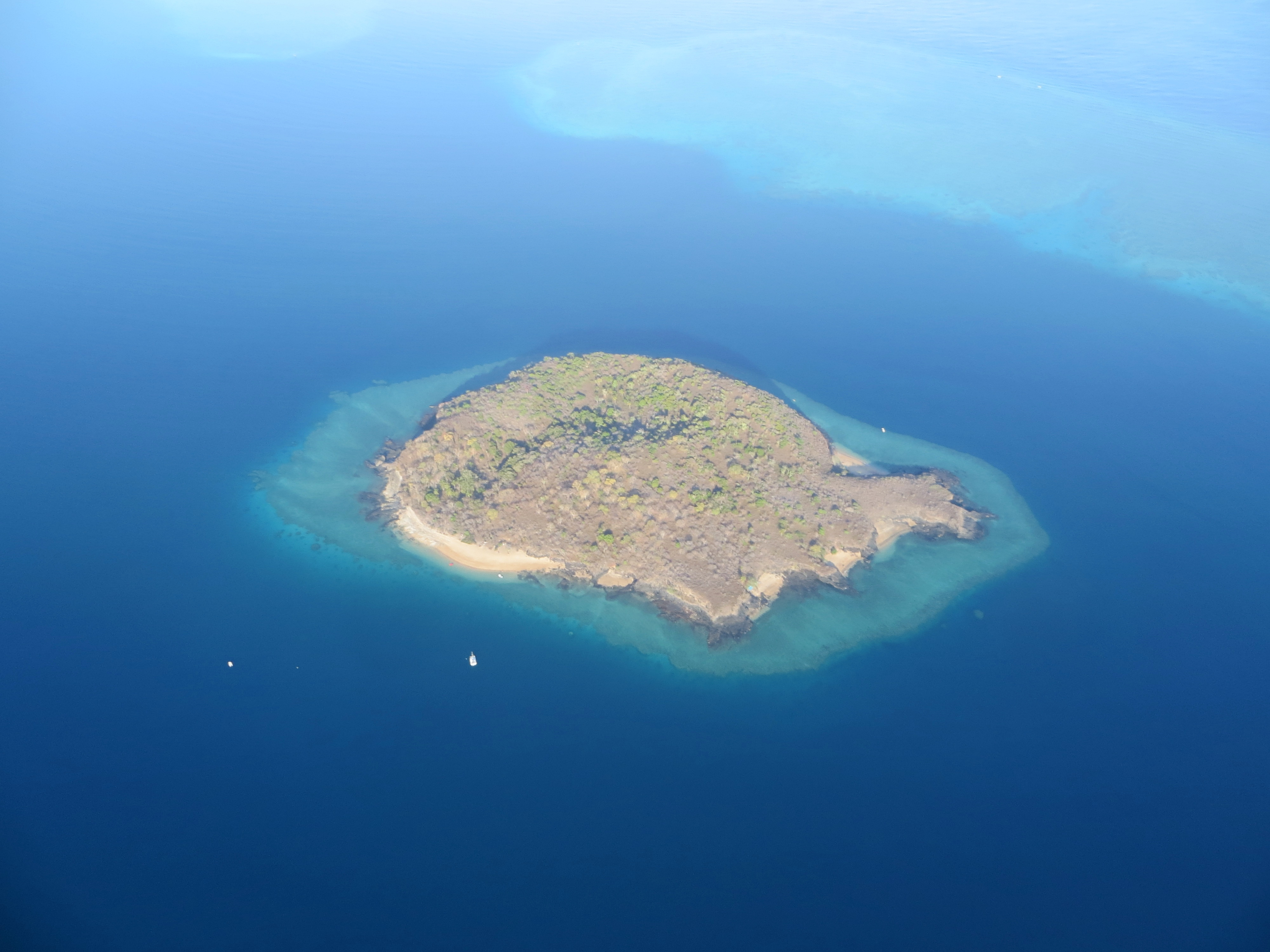
Îlot Bandrélé.
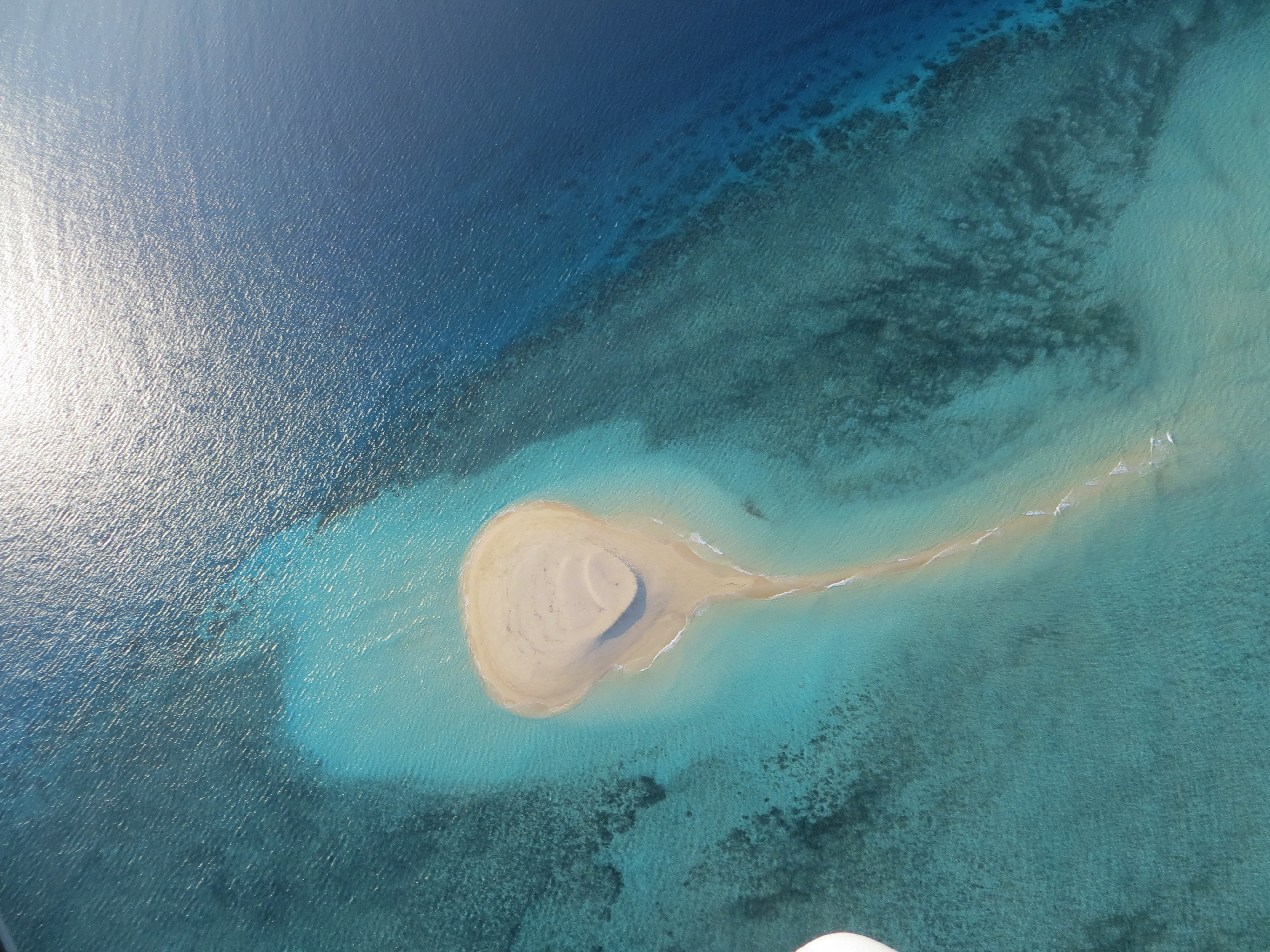
Îlot de Sable Blanc.
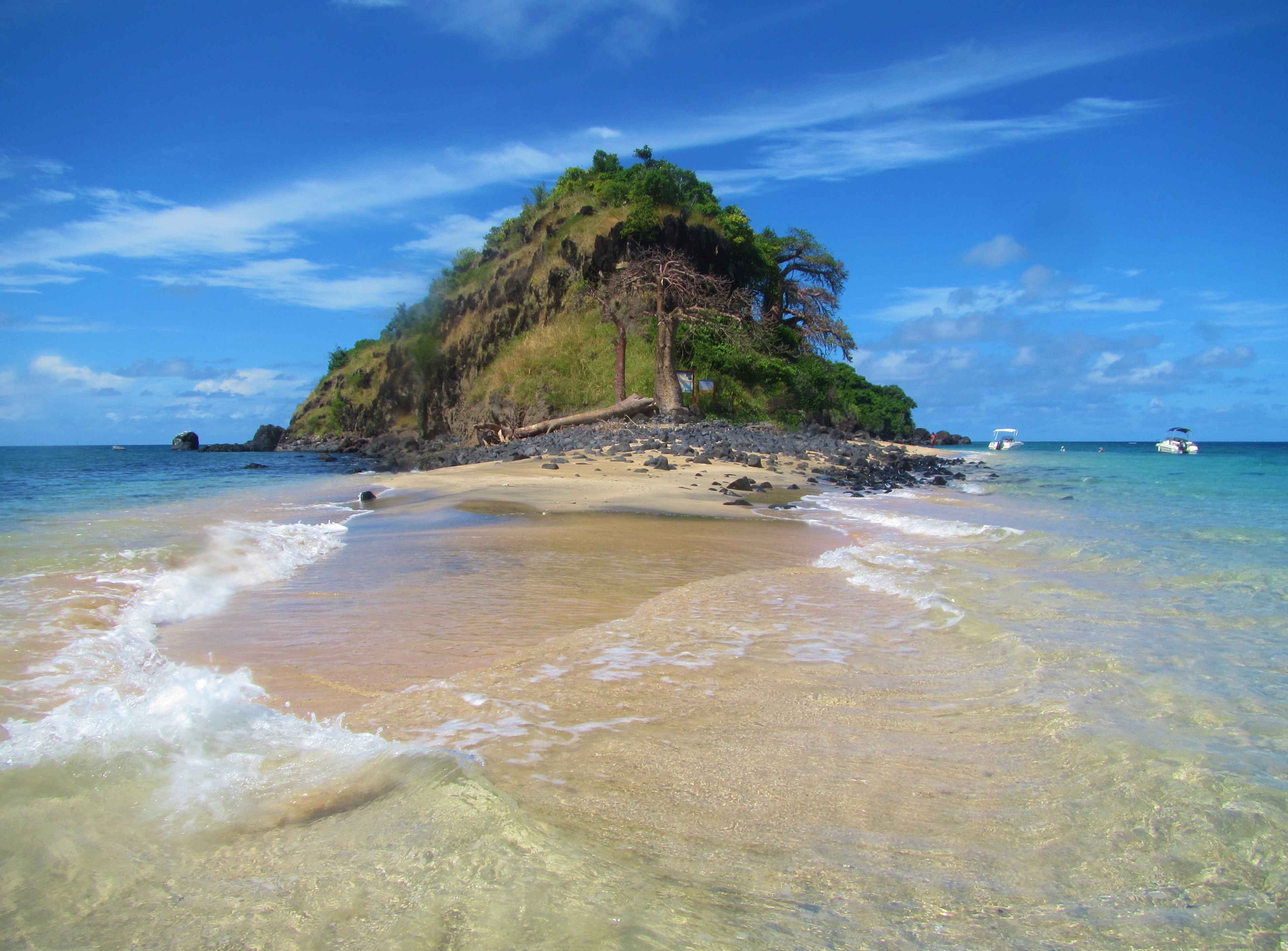
Îlot Bambo.

## Géologie

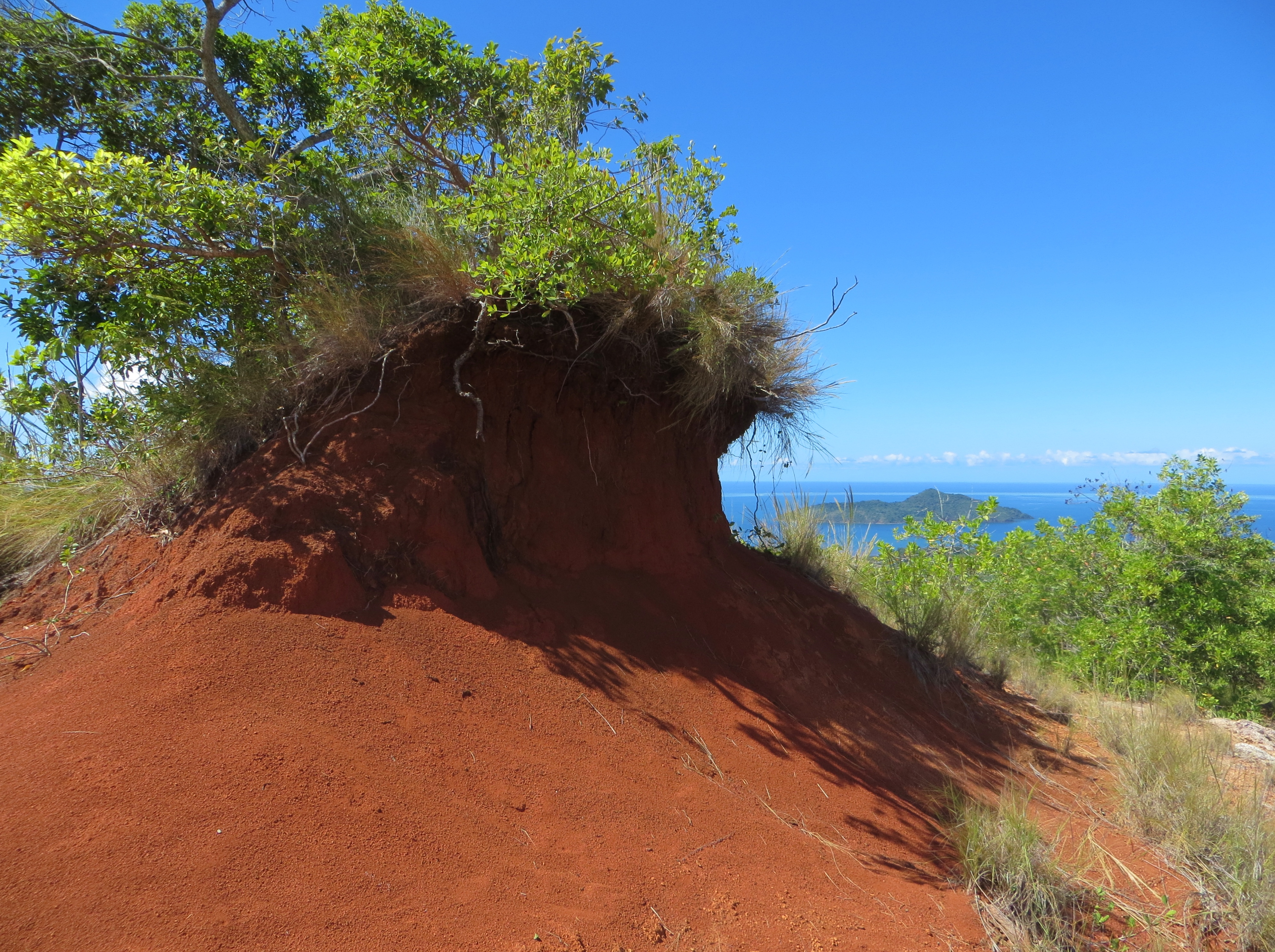
Les padzas forment des terres latéritiques très rouges et très sensibles à l'érosion (ici sur les hauts de Vahibé).

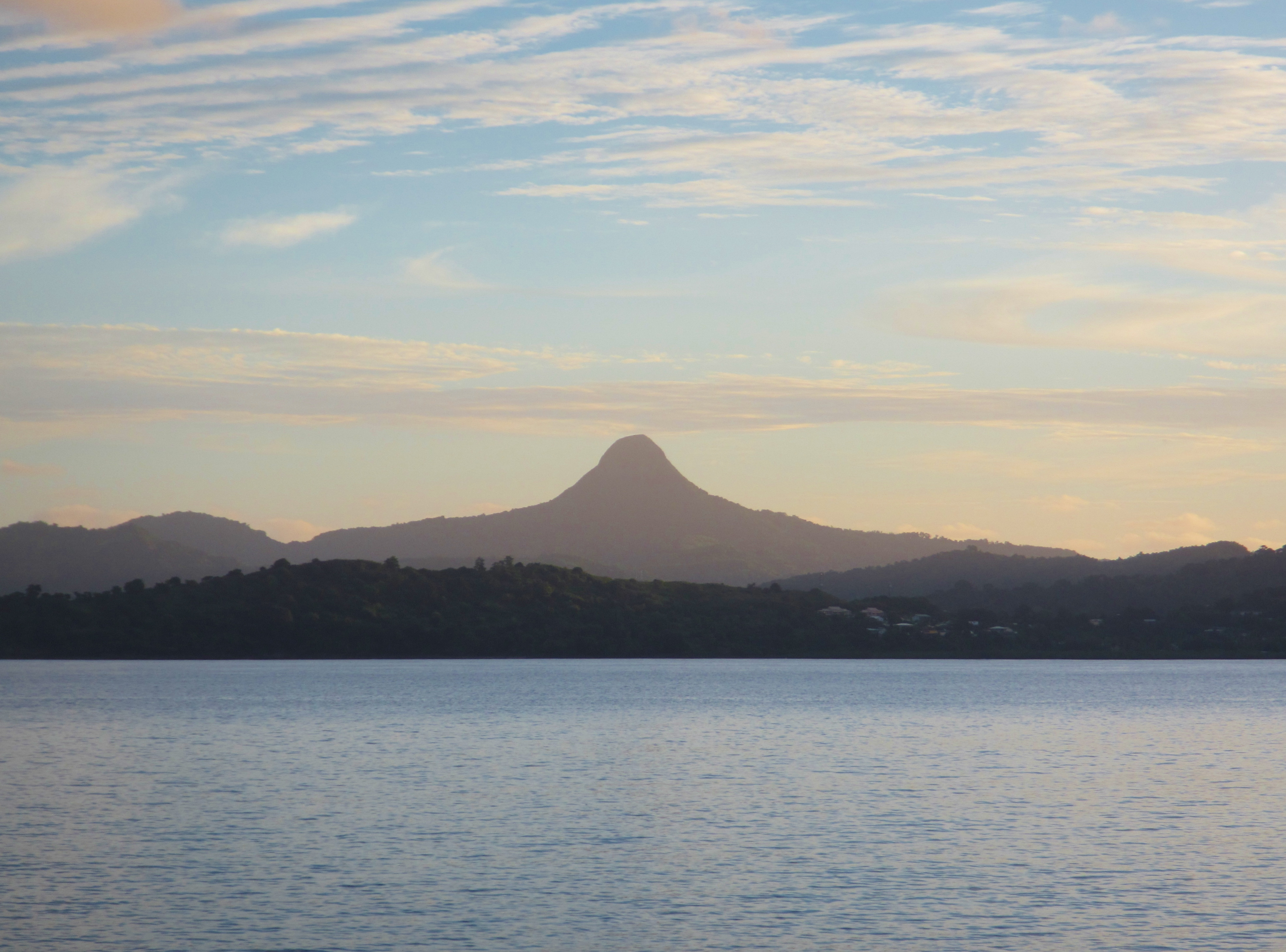
Le mont Choungui vu depuis l'îlot Bandrélé.

Les îles qui forment Mayotte sont géologiquement les plus anciennes de l'archipel des Comores. Leur âge à partir de neuf millions d'années va en décroissant du sud-est (Mayotte) au nord-ouest (Grande Comore), bien que l'on observe tant sur la Grande Terre que sur l'îlot de Pamandzi, des appareils très récents (maars) liés à des explosions phréatiques.
L'ensemble insulaire est un vaste bouclier volcanique de laves alcalines avec extrusions phonolitiques comme au mont Choungui, relief en forme de boule conique dont un cinquième est encore émergé. Le centre de l'appareil se situe en mer, à l'ouest. Une subsidence importante a eu lieu, permettant notamment l'implantation d'une couronne récifale autour des reliefs résiduels.
Mayotte est le fruit de la réunion de deux édifices volcaniques dont le genèse remonte à 15 millions d'années, mais qui ne sont sortis de l'eau qu'il y a 9 millions d'années (l'île ne représente qu'1 à 3 % du cône volcanique mahorais, qui descend jusqu'à 3 400 m de profondeur). La lave au départ fluide devient plus visqueuse il y a 4 millions d'années, stoppant l'élargissement de l'île pour constituer des reliefs plus élevés, qui s'effondrent en grande partie il y a 2 millions d'années. Le dernier grand volcan mahorais, celui de M'Tsapéré, s'est éteint il y a 1,5 million d'années, mais de petites éruptions ponctuelles (essentiellement explosives dans le nord) se sont poursuivies d'il y a 100 000 à 8 000 ans, formant une île cinq fois plus grande qu'aujourd'hui (1 800 km2 contre 374 km2). Petite-Terre se sépare de Grande Terre il y a 7 000 ans - date de la dernière explosion du Dziani -, et l'aspect actuel de l'île date d'il y a environ 3 000 ans.
Le volcanisme mahorais est éteint depuis plusieurs millénaires (le volcan actif le plus proche est le Karthala, en Grande Comore).
La croissance corallienne, créatrice de calcaires blancs (puis de sable de la même couleur), a pris le relais des terres émergées, caractérisées par des roches basaltiques noires, et soumises à l'érosion (elles s'altèrent en terre latéritique rouge, riche en hydroxydes de fer). Pendant les grandes glaciations continentales, il y a 20 000 ans, l'abaissement du niveau marin de plus de cent mètres a vidé les lagons et fait émerger les récifs : ainsi la barrière corallienne externe de Mayotte dessine les contours de l'île il y a 12 000 ans, quand la mer était bien plus basse et l'île moins érodée. Les rivières, un temps retenues, ont percé les passes dans les barrières, notamment la « passe en "S" ». Puis, avec les remontées marines causées par les réchauffements climatiques post-glaciaires, les coraux ont repris leur ardeur bâtisseuse il y a environ 9 000 à 6 000 ans.
Le contraste entre géochimies corallienne et volcanique est en particulier pleinement visible sur les plages du nord de la Grande Terre, près de l'île de Mtsamboro. Les récifs de pierres noires, annonciateur de la terre, contrastent fortement avec la plage blanche de sables détritiques coralliens.
L'île de Grande Terre possède de fortes pentes, et surtout au voisinage des crêtes, une érosion tropicale emporte la fragile végétation colonisant les padzas, phénomène aggravé par les incendies de forêts provoqués par des planteurs illégaux de bananiers ou de manioc. Les forestiers essaient de fixer le sol dégradé par des plantations d'acacias.
La géologie mahoraise est principalement étudiée par l’annexe installée à Mayotte du Bureau de recherches géologiques et minières (BRGM), établissement public à caractère industriel et commercial et « établissement public de référence dans les applications des sciences de la Terre pour gérer les ressources et les risques du sol et du sous-sol ».

### Activité et histoire sismique

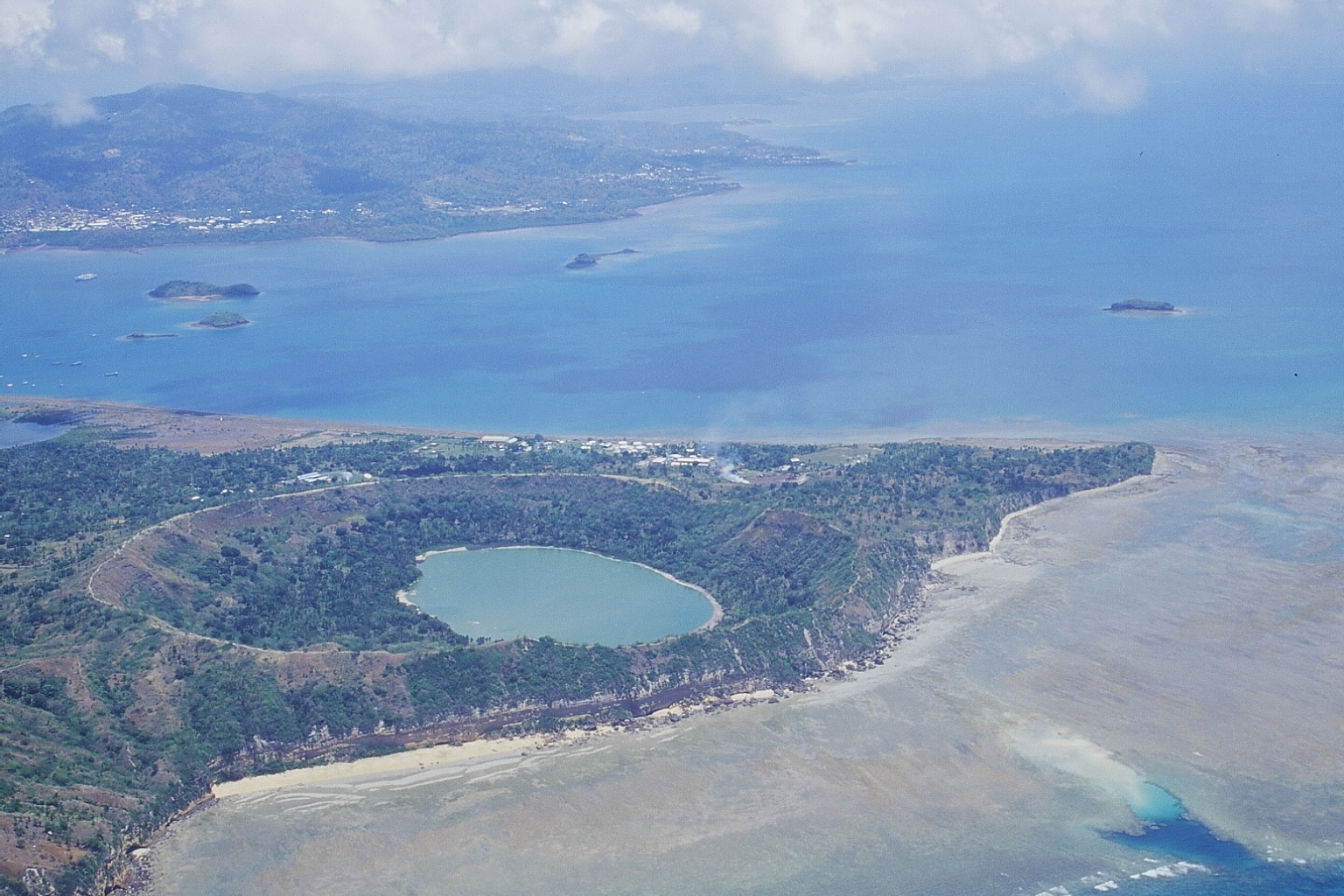
Le lac Dziani est le vestige d'un des derniers cratères volcaniques de Mayotte (éteint il y a environ 500000 ans). C'est à son pied, à une dizaine de kilomètres du rivage et 3.5 km de profondeur, qu'est apparu un nouveau volcan sous-marin début 2019, responsable de nombreux séismes.

L'activité sismique est d'ordinaire limitée et réputée à faible risque, Mayotte étant classé en zone de sismicité modérée, ce pourquoi l'île ne compte que trois stations sismologiques (complétées lorsque nécessaire par d’autres stations régionales plus lointaines, dont aux Comores et à Madagascar). Quelques séismes ponctuels ont été relevés historiquement, comme un de magnitude 5,0 en septembre 2011.
Récemment un épisode de séismes en essaim a frappé l'île (à partir du 10 mai 2018 et durant plus d'un an), avec plus de 1 800 secousses ressenties (de magnitude supérieure à 3,5). Le 15 mai 2018, un séisme d'une magnitude de 5,8 est enregistré : il s'agit du séisme le plus important jamais recensé dans l'archipel des Comores mais il ne provoque pas de dégâts majeurs. L'essaim de séismes atteint son paroxysme en juin avec des pics à plus de 80 séismes détectés en une journée. Le BRGM a d'abord estimé que ce phénomène exceptionnel pourrait être d'origine tectonique (crustale plutôt que volcanique), avec un épicentre situé en mer à environ 50 km de Mayotte mais pour en savoir plus début 2019, le CNRS a lancé une campagne terrestre et marine d'observation sismique à Mayotte, avec l'aide du BRGM, de l’IPGP, de l’École et observatoire des sciences de la Terre (CNRS/Université de Strasbourg) et de l’Observatoire volcanologique du Karthala (CNDRS, Grande Comore). Selon les éléments disponibles au printemps 2019, plus 1800 séismes, localisés à 10 km à l’est de Mayotte, ont été enregistrés, dont une trentaine de magnitude supérieure à 5, nettement ressentis sur l’archipel et ayant parfois affecté le bâti. En outre des ondes de basse fréquence (se propageant bien sur de longues distances) ont été repérées par le réseau mondial de sismographie, dont le 11 novembre 2018, évoquant un phénomène de type tremor (séismes habituellement imperceptibles engendrés par des remontées de magma). L'IGN a aussi noté que l'île se déplaçait vers l’est à la vitesse de 14 mm/mois, tout en s'affaissant légèrement (environ - 7 mm/mois, mais déjà 13 cm en un an), ce qui évoque un phénomène sismo-volcanique. En complément, l’université de la Réunion et l’OVPF-IPGP ont monté des missions de terrain pour affiner ce qu'on sait de l’histoire tectonique et volcanique de Mayotte (structures tectoniques sous-jacentes, date de formation de diverses roches magmatiques, analyses des gaz du sol, pour notamment modéliser la géologie et les risques locaux).
En mai 2019, la campagne scientifique « MAYOBS » révèle l'existence d'un volcan de 800 m d'altitude situé à 50 km à l'est de Mayotte, à 3 500 m de profondeur, formé en moins d'un an à partir d'une base de 4 à 5 km de diamètre. Les sismomètres sous-marins ont révélé que les épicentres des séismes étaient en réalité plus proches de Mayotte mais aussi plus profonds, à 10 km à l'est de Mayotte (contre 50 selon les premières estimations) mais entre 20 et 50 km de profondeur, ce qui est étonnamment profond s'agissant d'une chambre magmatique. Le fond de la mer étant déjà parsemé de cônes volcaniques récents (moins d'un million d'années), les chances de voir émerger une nouvelle île demeurent sans doute faibles.

## Hydrographie

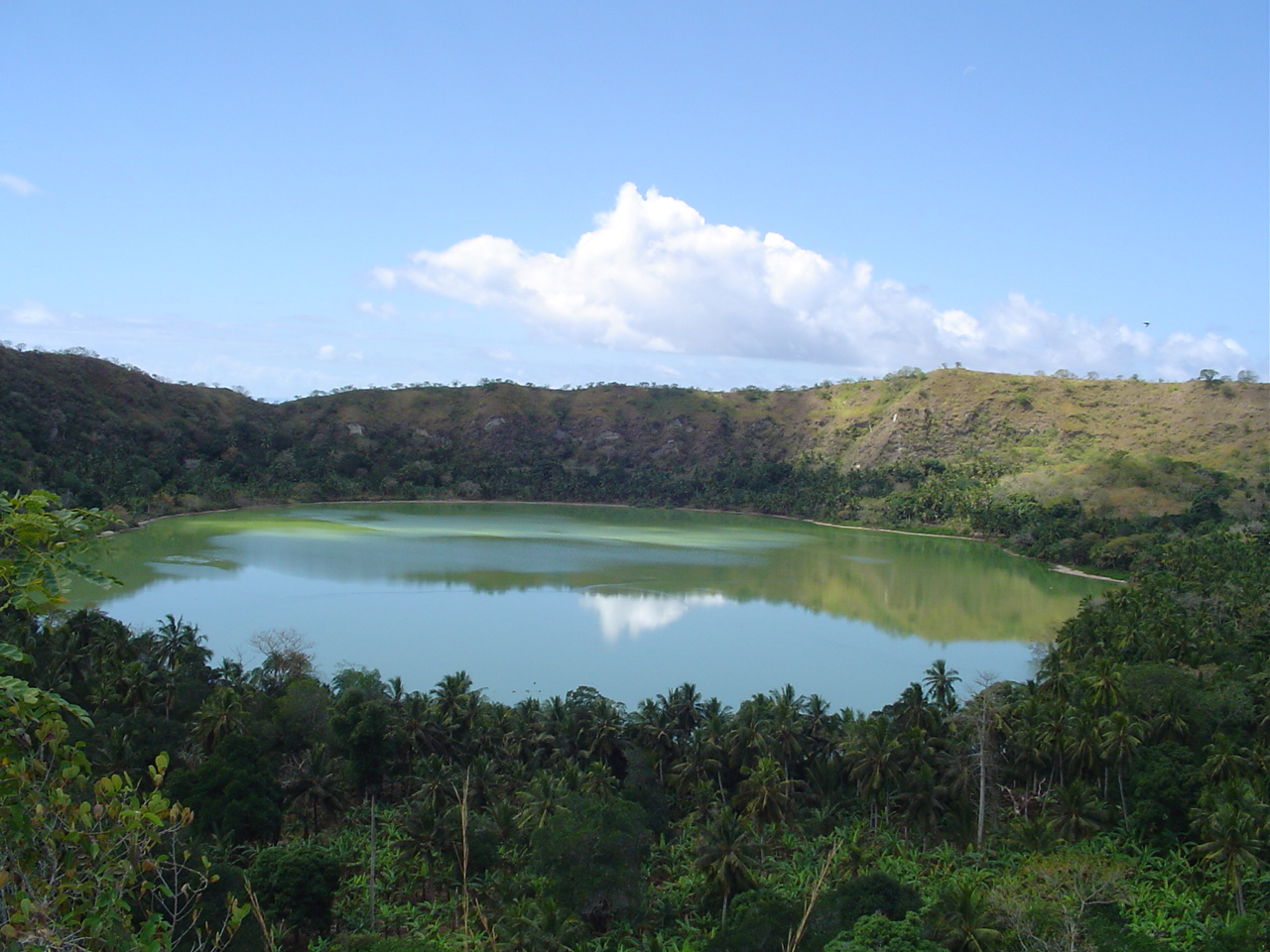
Le lac Dziani Dzaha, une curiosité géologique et biologique.

Du fait de la petite taille de l'île, aucun cours d'eau n'est navigable : si certains atteignent parfois ponctuellement un débit impressionnant au plus fort de la mousson, la plupart sont presque totalement à sec pendant la saison sèche.
Mayotte ne compte que deux lacs naturels :
- le lac Dziani, lac de cratère en Petite-Terre dont les eaux sont impropres à la baignade, car chargées en minéraux marins et volcaniques et saturées de phytoplancton. Sa superficie est d'environ 17,5 hectares[26] ;
- le lac Karihani, sur la commune de Tsingoni, seule étendue naturelle d'eau douce permanente[27]. Il s'étend sur une surface de 5 hectares en saison des pluies qui se réduit à 0,25 ha en fin de saison sèche[26].

Il existe aussi un lac artificiel à Doujani (d'origine minière), et deux grandes retenues collinaires (lacs de barrage) servant au pompage d'eau potable : à Combani (1,5 Mm3, construite en 1998) et à Dzoumogné (2 Mm3, construite en 2001).
On compte aussi en Petite-Terre la vasière des Badamiers, étang marin abritant une importante mangrove qui se connecte à la mer à marée haute.
L'approvisionnement de Mayotte en eau potable est assuré depuis 1977 par la SMAE (Société Mahoraise des Eaux, filiale de Vinci Construction Dom Tom et rattachée à la Direction Déléguée de l’Océan Indien). Du fait de la population importante, du peu d'eau douce disponible, du faible taux de retenue de cette eau et surtout des aléas de la saison des pluies, des pénuries d'eau douce peuvent parfois avoir lieu, comme la pénurie d'eau de 2016-2017. 80 % de l'eau potable est issue d'eaux captées en surface (principalement les deux retenues collinaires), 18 % proviennent de forages profonds et 2 % d'une station de dessalement d'eau de mer installée en Petite-Terre. Les infrastructures étant loin d'être suffisantes pour satisfaire une demande en croissance forte (+10 % par an), plusieurs grands projets sont à l'étude, notamment une troisième retenue collinaire qui pourrait voir le jour à l'horizon 2022.

## Climat

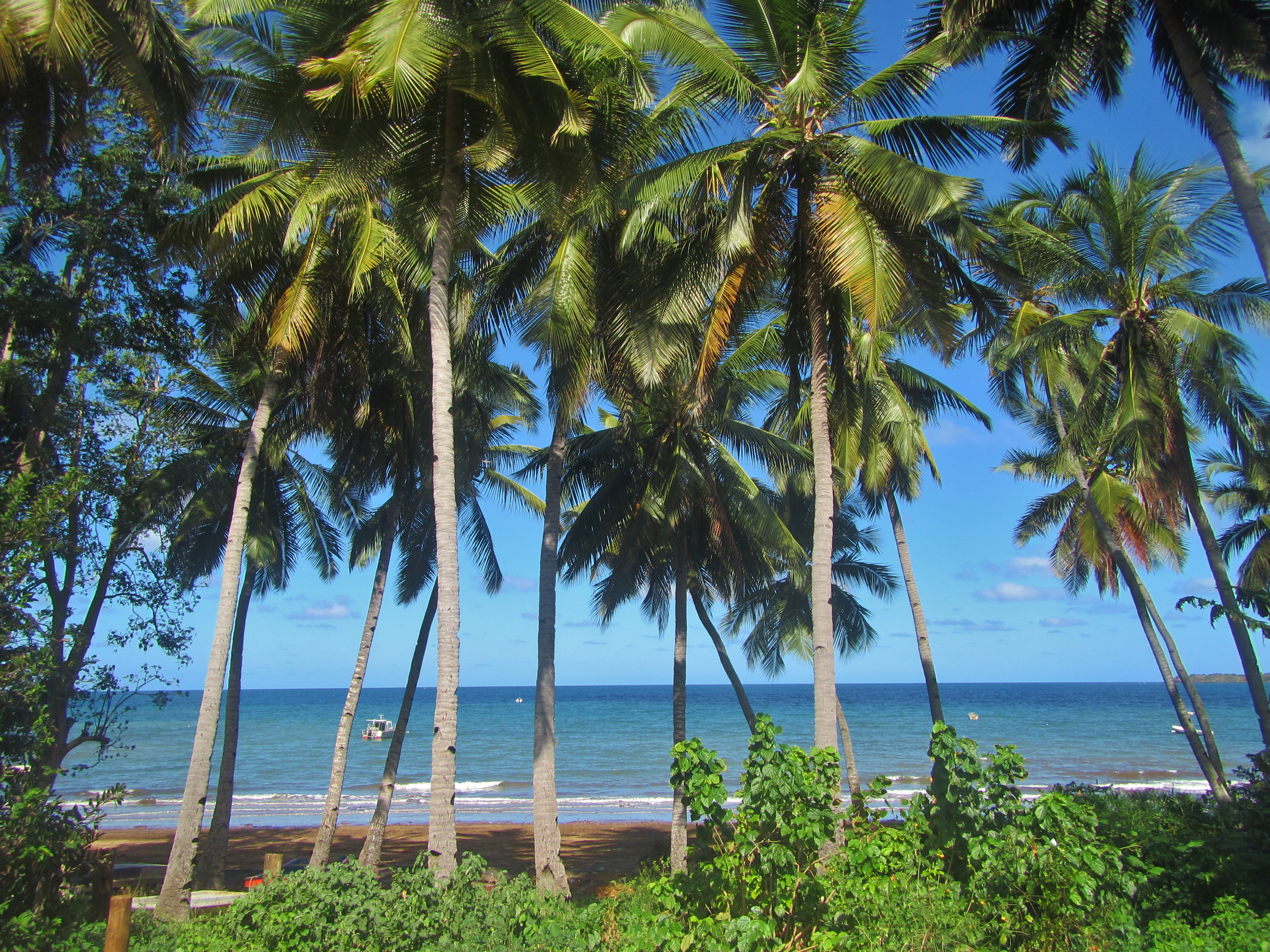
Le climat de Mayotte est résolument tropical (d'alizé maritime).

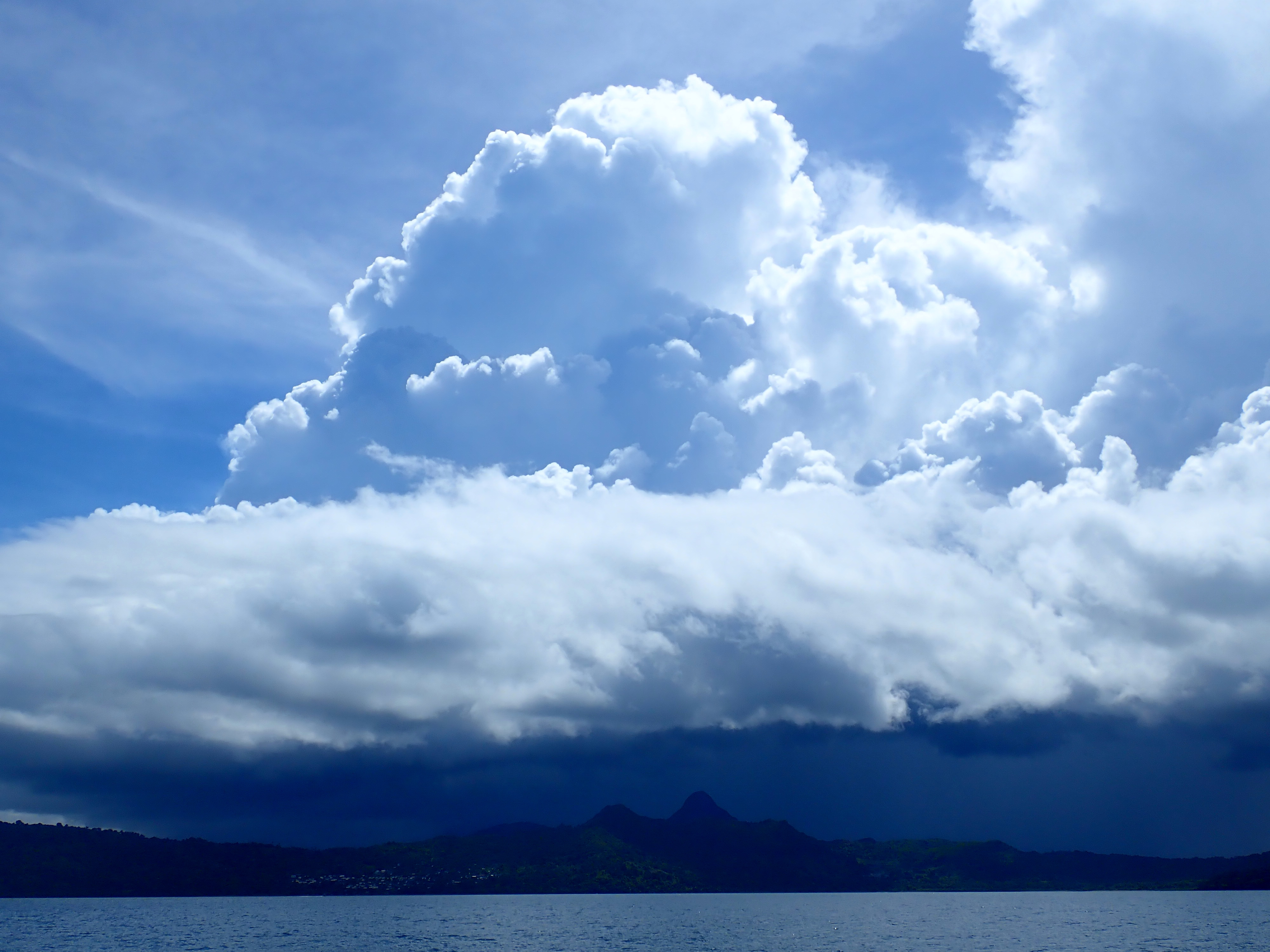
La saison des pluies (février 2018).

Le climat est tropical d'alizé maritime, les températures moyennes oscillent entre 23 et 30 °C (25,6 °C de moyenne annuelle) et le taux d'hygrométrie dépasse souvent 85 %. On distingue deux principales saisons séparées par deux intersaisons plus brèves :
- Saison des pluies ou kashkasini :

Elle s’étale officiellement du 1er novembre au 30 avril, avec un cœur de mousson de décembre à mars, culminant en janvier. La température moyenne est de 27,4 °C. L’humidité s’élève à 85 % le jour et à 95 % la nuit. Les fortes précipitations sont apportées par les vents de Nord-Est. Dzaoudzi reçoit ainsi plus d'un mètre d'eau durant une année dont 80% pendant la saison des pluies, et les inondations sont fréquentes, notamment dans la région de Mamoudzou. Cette saison se distingue par l’abondance des fruits tropicaux et une verdure couvrant toute l’île.
- Saison sèche ou kussini :

Elle s’étale de juin à septembre. La saison est plus sèche et les alizés apparaissent. La température moyenne est de 24,7 °C. Les légumes prennent la place des fruits, l'herbe sèche et certains arbres (notamment les baobabs) perdent leurs feuilles.
- Intersaison d’avril à mai ou matulahi :

Les températures chutent et les précipitations se font plus rares.
- Intersaison d’octobre à novembre ou m’gnombéni :

Les températures et l’humidité augmentent. C’est la période des plantations (maniocs, bananes, maïs…). Les arbres fleurissent.
Les vents dominants selon les saisons sèches et humides sont l'alizé du Sud-Ouest et la mousson du Nord-Ouest. La température de la mer oscille autour de 25,6 °C, mais peut dépasser 30 °C à la saison la plus chaude.
Les tempêtes cycloniques, accrues tout au long de leurs parcours par la chaleur échangée avec les eaux maritimes de surface chaudes, sont assez rares à Mayotte, protégée par Madagascar. Cependant, il arrive parfois que certaines dépressions contournent l'île-continent, et elles peuvent alors dévaster végétation et habitations ; ainsi les cyclones de 1819, 1829 (avec l'effondrement du mont Kwale), 1836, 1858, 1864, 1898 (deux fois), 1920, 1934, 1950, 1962, 1975, 1978, d'avril 1984 (Kamisy, qui dévaste l'île) ou de janvier 1987, qui ont presque rasé l'île et fait au total des centaines de victimes,.

## Environnement et patrimoine naturel

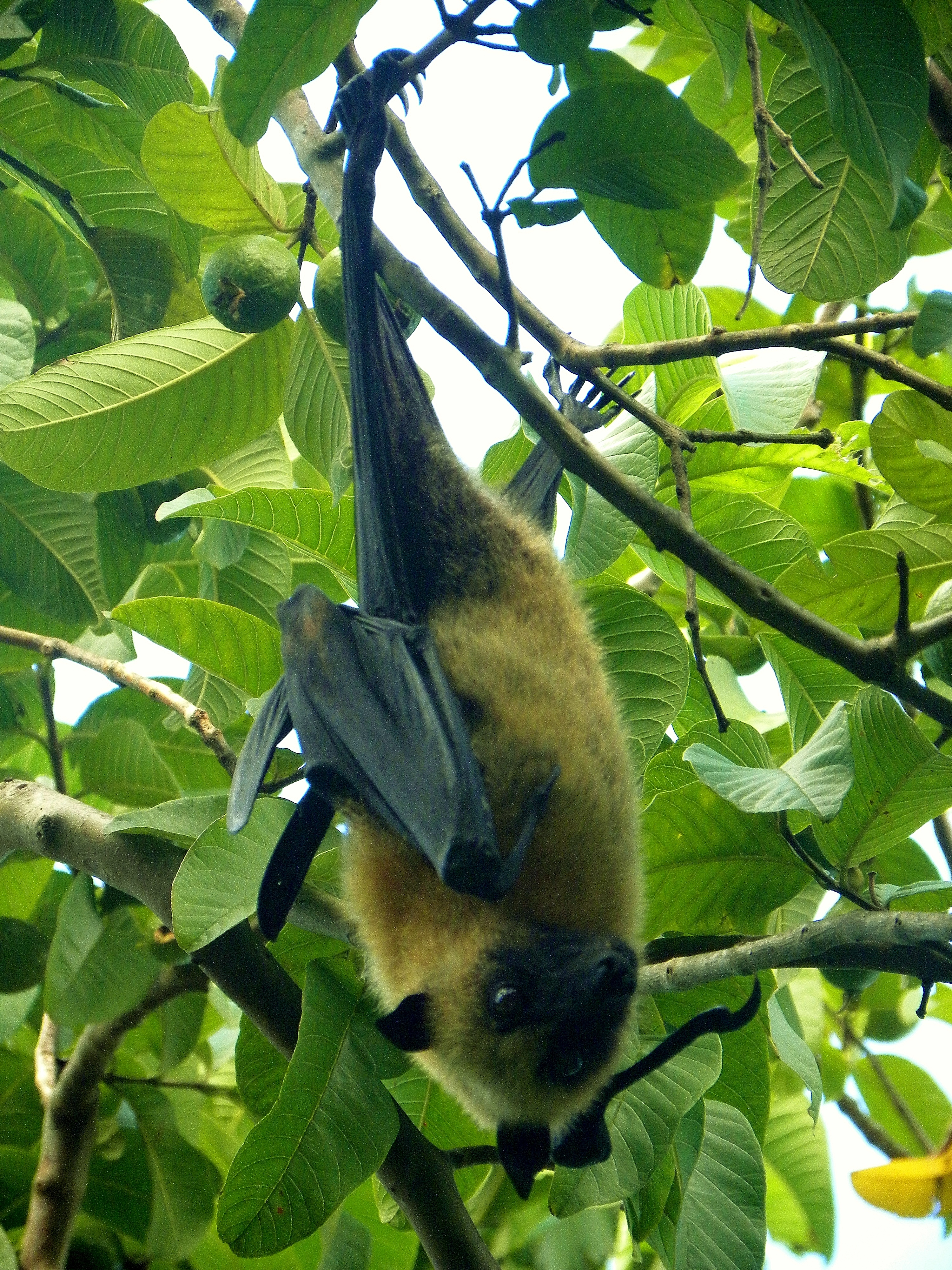
La Roussette de Mayotte (Pteropus seychellensis comorensis) est une grande chauve-souris frugivore, très visible à Mayotte.

### Environnement terrestre
Mayotte est une île tropicale pourvue d'une biodiversité sensationnelle : en particulier, la flore mahoraise est une des plus riches au monde par rapport à la superficie de l'île. 5 577 ha (soit environ 15% de la surface de l’île) ont le statut de « réserves forestières », protégeant la quasi-totalité des forêts naturelles humides.
À proximité des herbiers à tortues et de leurs plages, poussent des baobabs Adansonia digitata qui abritent parfois des colonies de roussettes, une chauve-souris géante et frugivore. Les paysages les plus préservés se trouvent dans le sud de la Grande-Terre, notamment à la pointe de Saziley ou à N'Gouja, et également dans l'est de Petite Terre.
Dans les forêts et agro-forêts de l'archipel, le Lémur brun ou « maki de Mayotte », lémurien agile qui se nourrit de fruits et de feuilles, vit en groupe de sept à douze individus, parfois plus dans les zones où ils sont nourris par les touristes. Ces animaux ont vraisemblablement été importés par les premières populations humaines pour servir de gibier, tout comme le tangue ou hérisson malgache. On peut aussi croiser, plus rarement, la Civette malgache. Seules 15 espèces de mammifères sont présentes sur l'île, probablement toutes importées par l'Homme à l'exception des chauves-souris.
On dénombre environ 140 espèces d'oiseaux à Mayotte, la plupart typiques des terres africaines et malgaches voisines, comme le martin triste, la grande aigrette ou encore le paille-en-queue.
Du côté des reptiles, on compte à Mayotte plusieurs espèces de geckos dont le beau mais invasif Gecko diurne à poussière d'or (Phelsuma laticauda), de nombreux scinques et des caméléons, ainsi que quelques petits serpents endémiques (inoffensifs), essentiellement dans les montagnes.
Mayotte est riche en biodiversité, mais la forêt primaire y regresse au profit des cultures et des habitations. Cette déforestation engendre des risques d'instabilité pour les terrains et le littoral ainsi qu'une pollution et dégradation du lagon, alors que la pression foncière et la démographie ne cessent de croître.

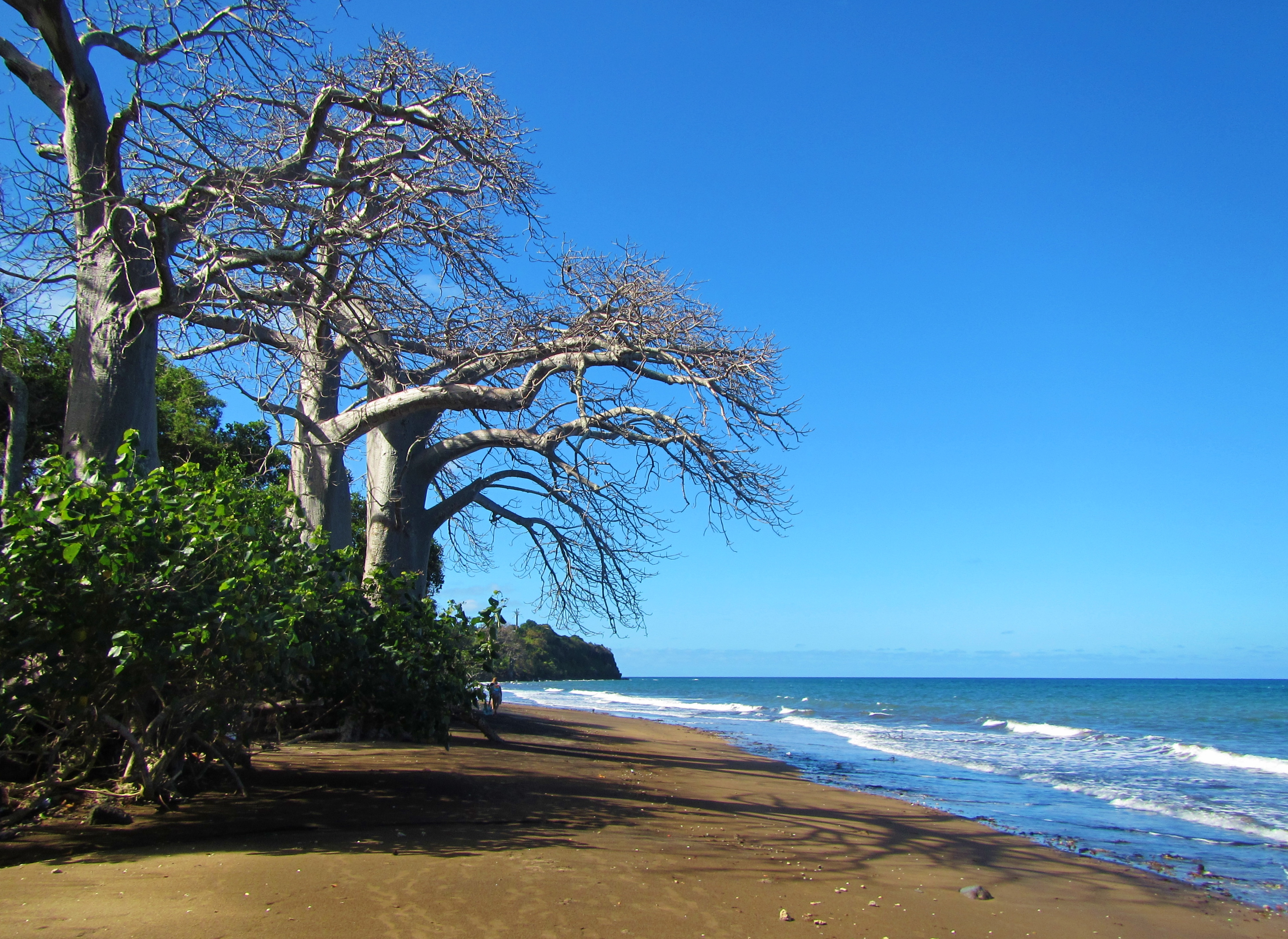
Plage de Sakouli et ses baobabs.
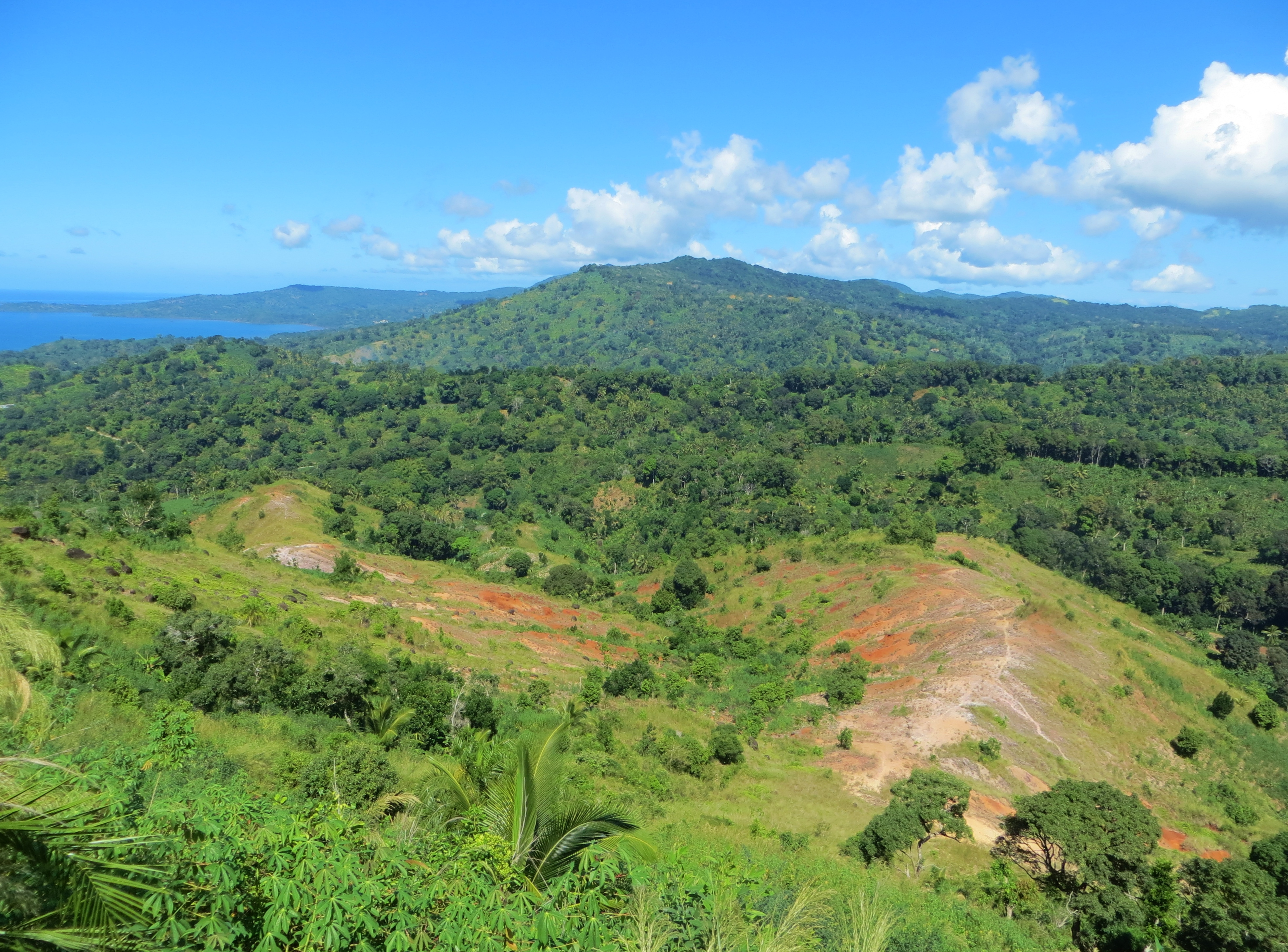
Paysages de padzas surplombant Passamaïnty.
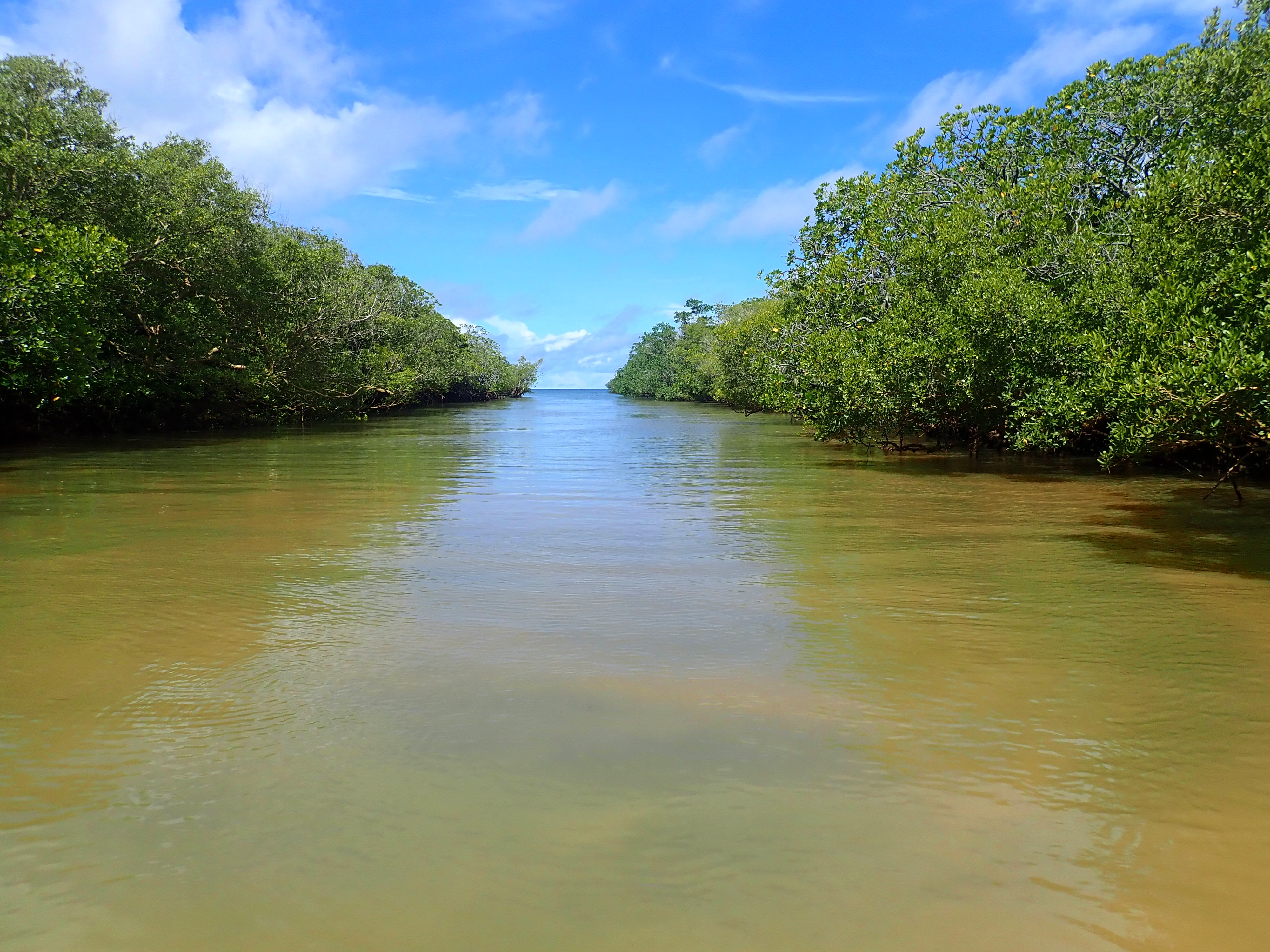
Mangrove à Hajangoua.
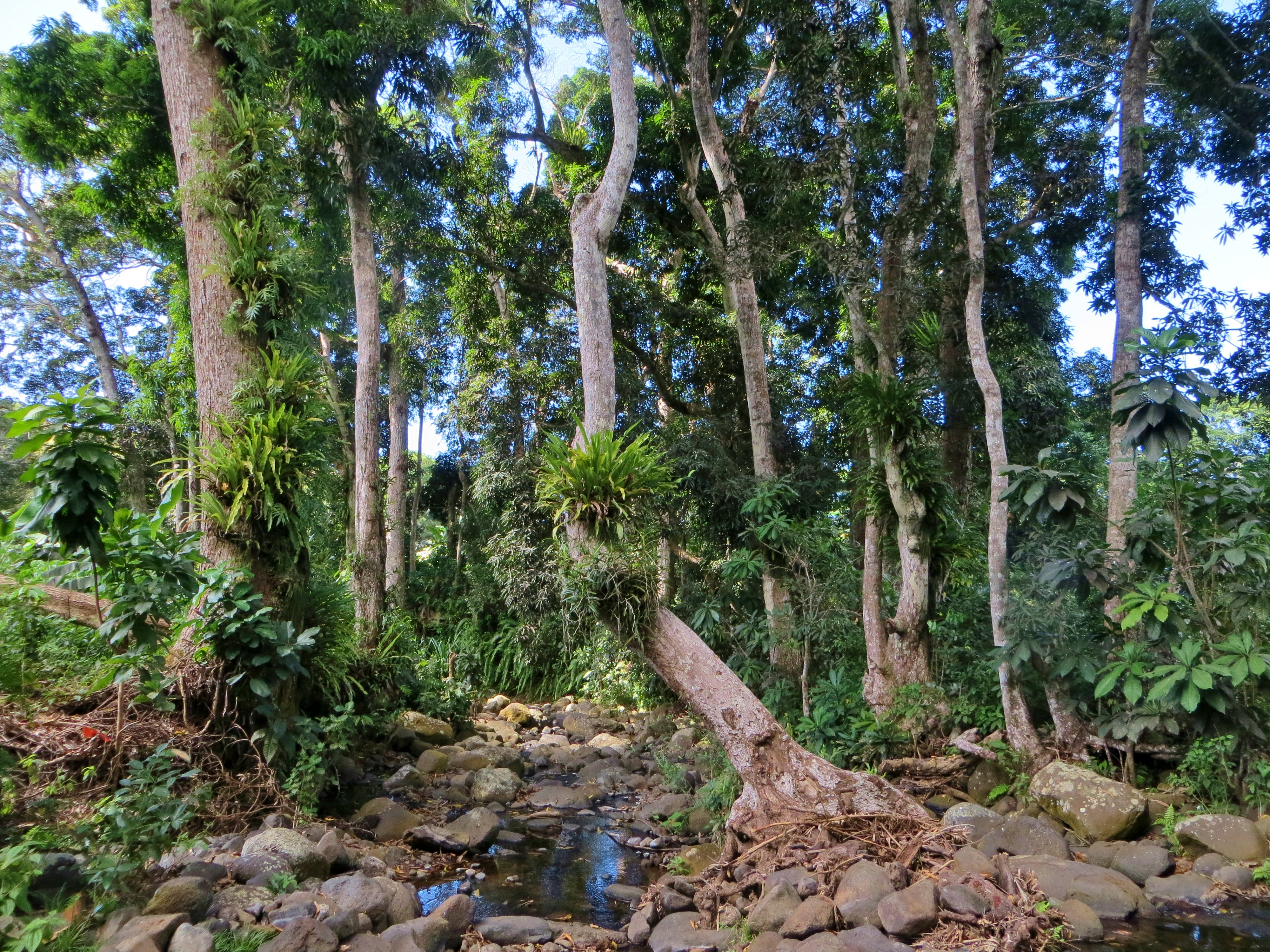
Ripisylve tropicale caractéristique à Mayotte, avec de grands manguiers couverts d'épiphytes.
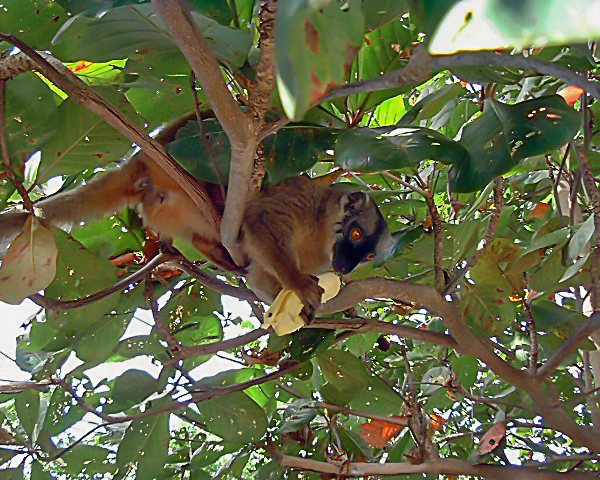
Un maki de Mayotte (Eulemur fulvus mayottensis).

### Environnement marin
Le récif de corail de Mayotte est particulièrement spectaculaire, et détenteur de plusieurs records probables, comme celui de plus grand lagon du monde, du plus profond, et de l'un des seuls à disposer d'une double barrière. La barrière corallienne externe est longue de 195 km de long, abritant 1 500 km2 de lagon, dont 7,3 km2 de mangrove. On y trouve au moins 250 espèces de coraux différentes, 760 espèces de poissons tropicaux, et l'Inventaire national du patrimoine naturel recense pas moins de 3 616 espèces marines, mais ce chiffre est probablement très loin du compte réel. Cette région du monde étant encore bien mal inventoriée par les scientifiques, les eaux de Mayotte continuent de receler de nombreuses espèces inconnues de la science, et permettent des découvertes scientifiques importantes chaque année.
Les eaux chaudes du lagon peuvent abriter les baleines accoucheuses vivant sur leurs réserves de graisses australes, puis leurs petits en lactation, et plusieurs espèces de tortues marines viennent pondre sur les plages au voisinage de leurs herbiers. Les eaux de Mayotte abritent plus de vingt espèces de mammifères marins, soit un quart des espèces connues.
Mayotte héberge encore une petite population de dugongs, estimée à moins de dix individus, et donc en danger critique d'extinction. Le lagon est nourricier pour les poissons, les mangroves jouent un rôle de nettoyage écologique, entravant l'écoulement des sédiments, augmentant la densité animale et végétale, notamment des espèces piscicoles au stade juvénile. Plusieurs espèces de requins sont aussi présentes, mais les rencontres sont rares et aucun accident n'a jamais été à déplorer sur le territoire.
Les tortues marines (verte et imbriquée essentiellement) et les mammifères marins emblématiques du lagon sont protégés. Haut lieu de ponte des tortues vertes, Mayotte comptabilise chaque année environ 4000 « montées » de tortues venues pondre leurs œufs dans le sable d'au moins 150 des plages de Mayotte.
Mayotte compte quatre aires marines protégées (où la pêche et les activités destructrices sont interdites) : le parc marin de Saziley, la passe en S (réserve de pêche intégrale), la zone de protection du site naturel de N’Gouja et la réserve naturelle nationale de l'îlot Mbouzi. L'ensemble de l'île et des eaux qui l'environnent est sous la protection du parc naturel marin de Mayotte, qui ne constitue pas une aire marine protégée mais une « aire d'adhésion » où les activités potentiellement nuisibles à l'environnement sont soumises à l'approbation du conseil de gestion.

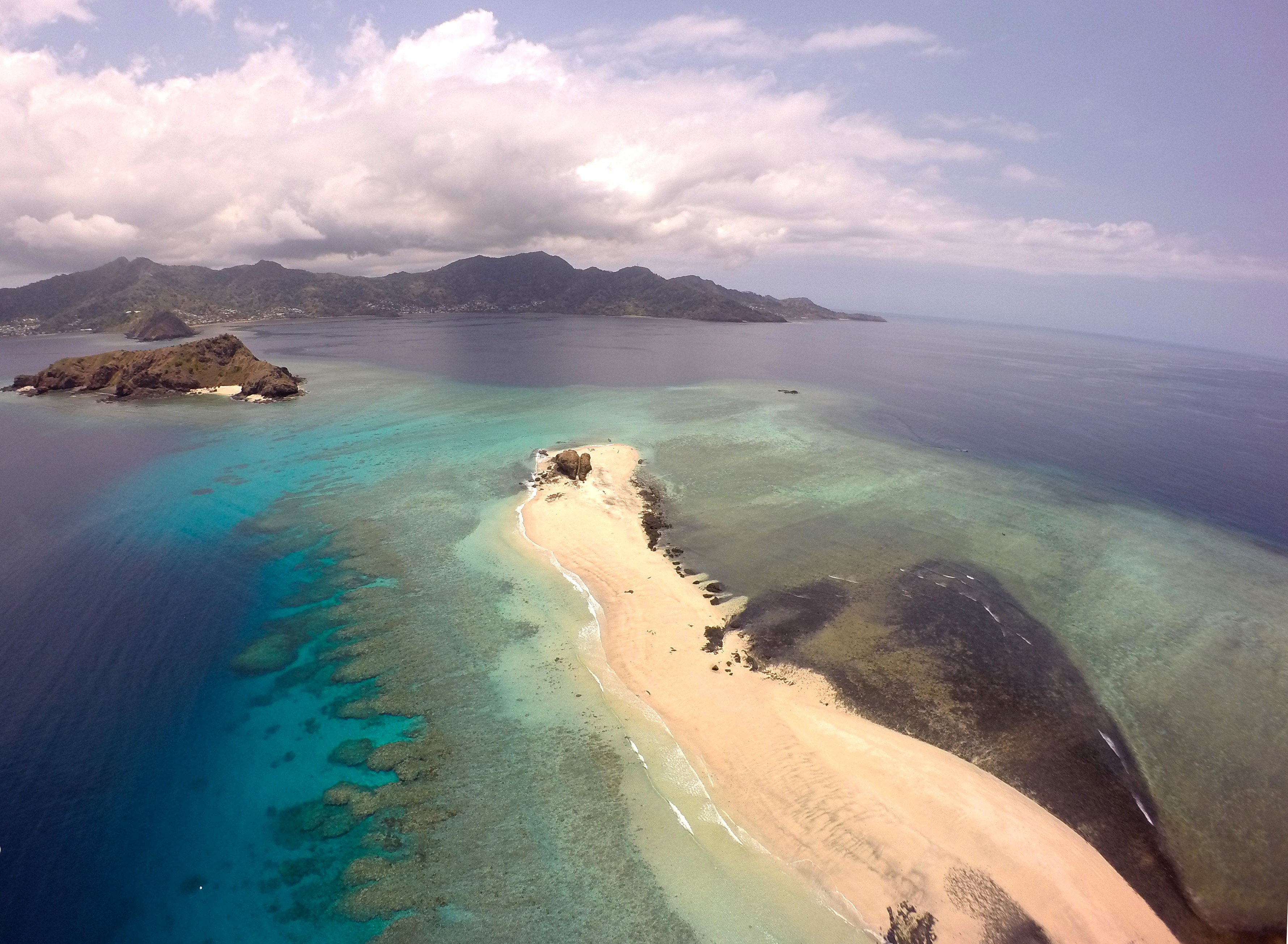
Îlots choisils et récif frangeant.
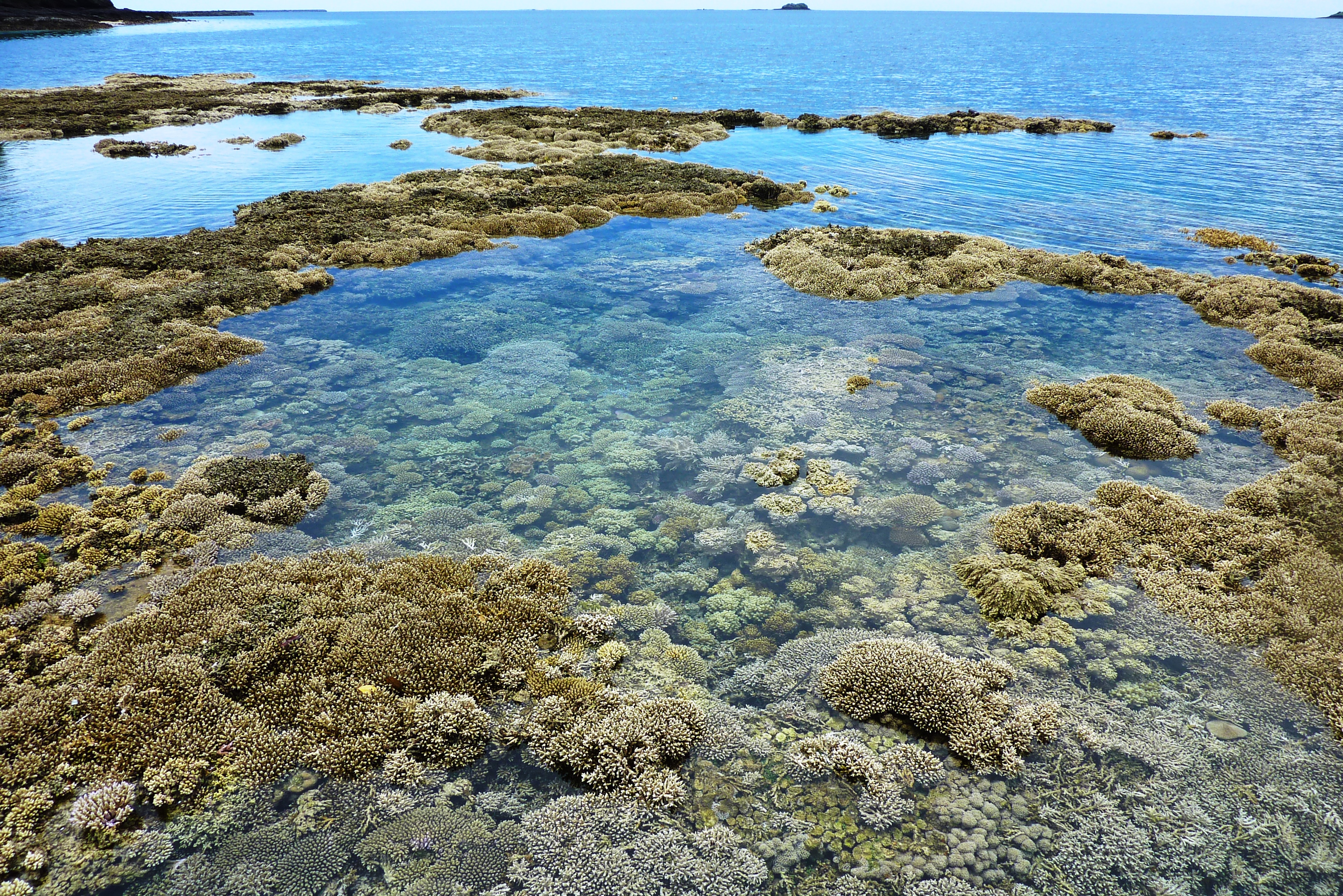
Le récif corallien découvert, à marée basse (îlot M'Bouzi).
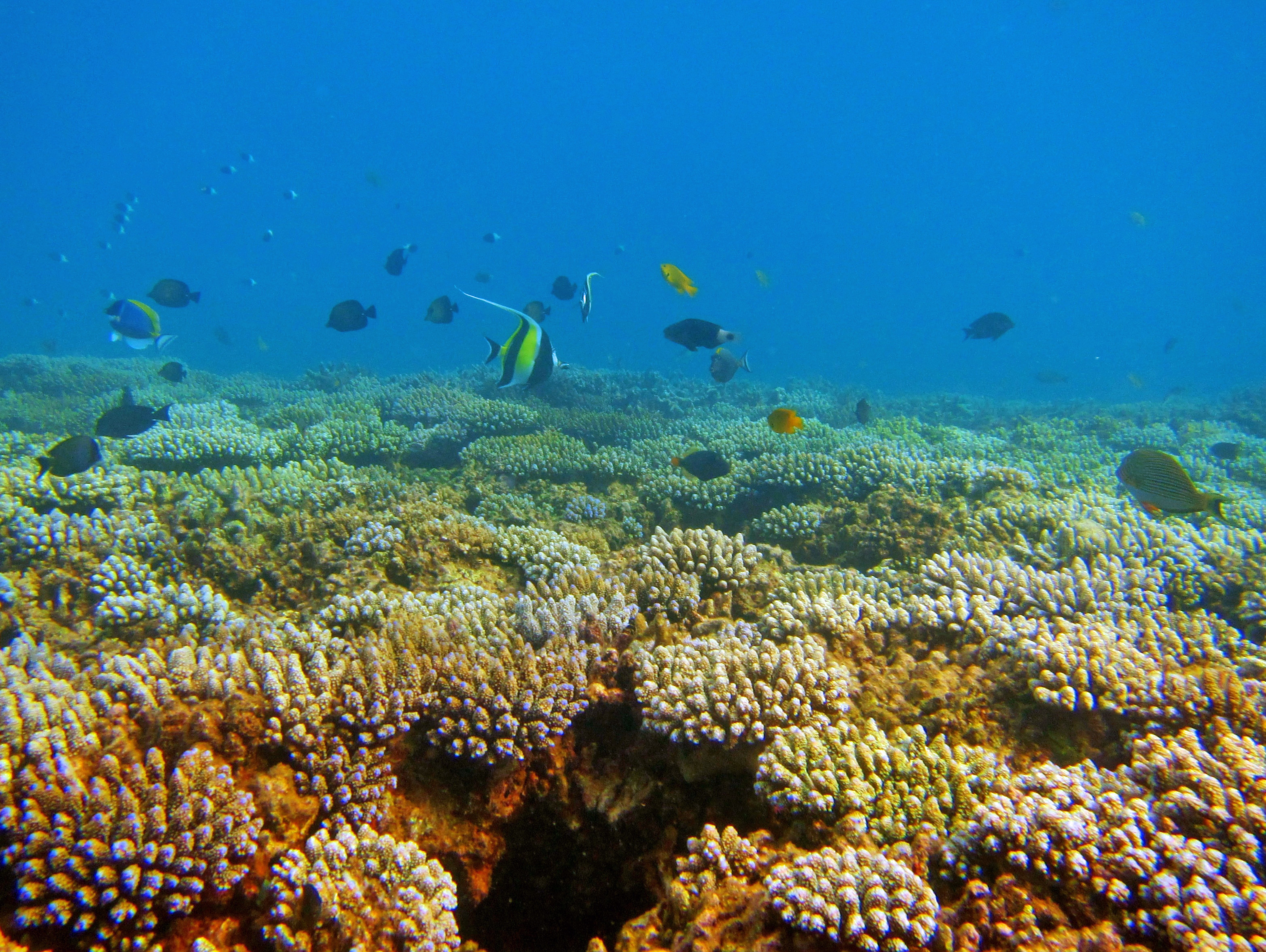
Le récif de corail frangeant à la Plage de Sakouli.
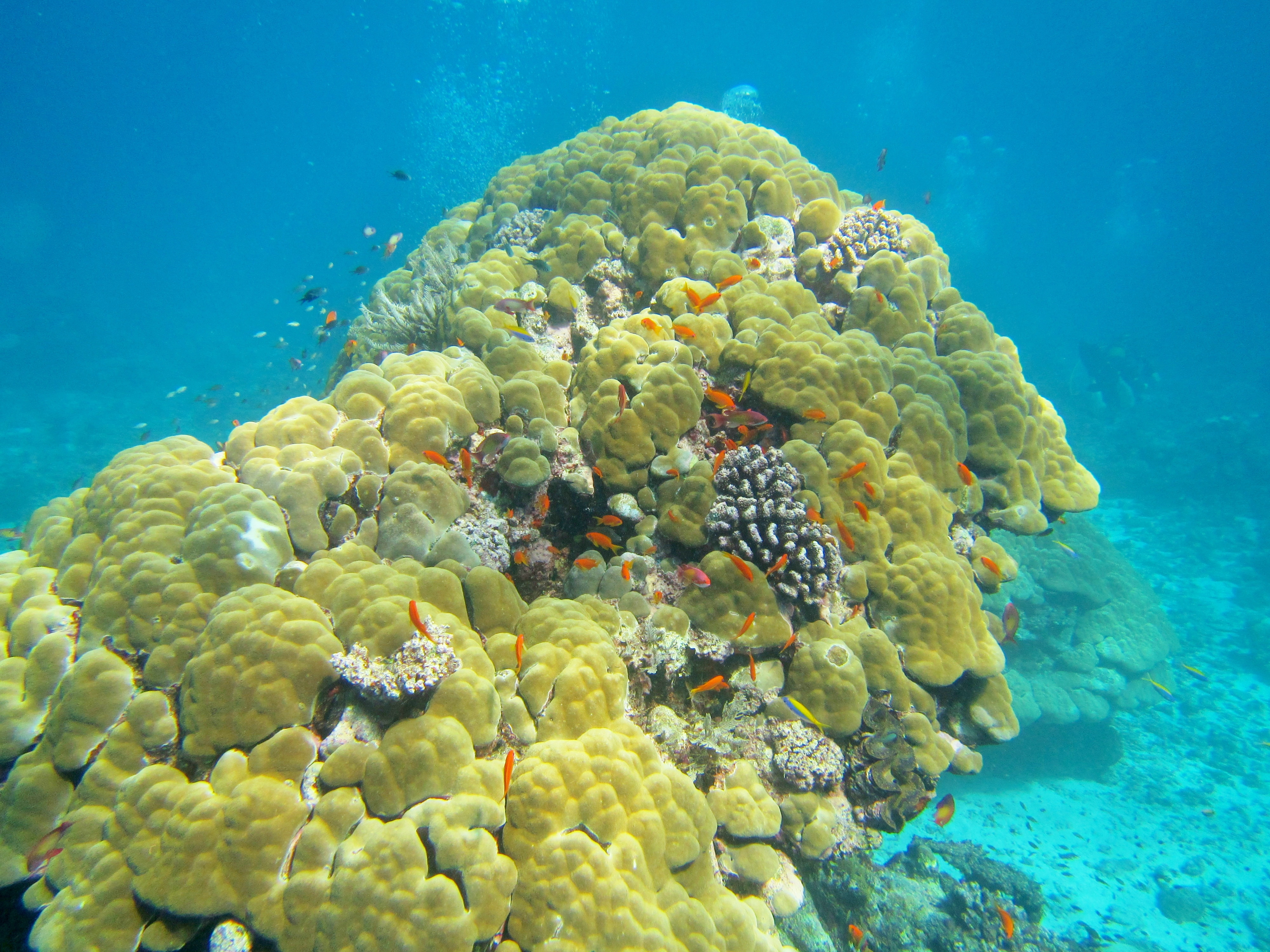
Une très vieille colonie de corail (Porites) sur la barrière ouest.
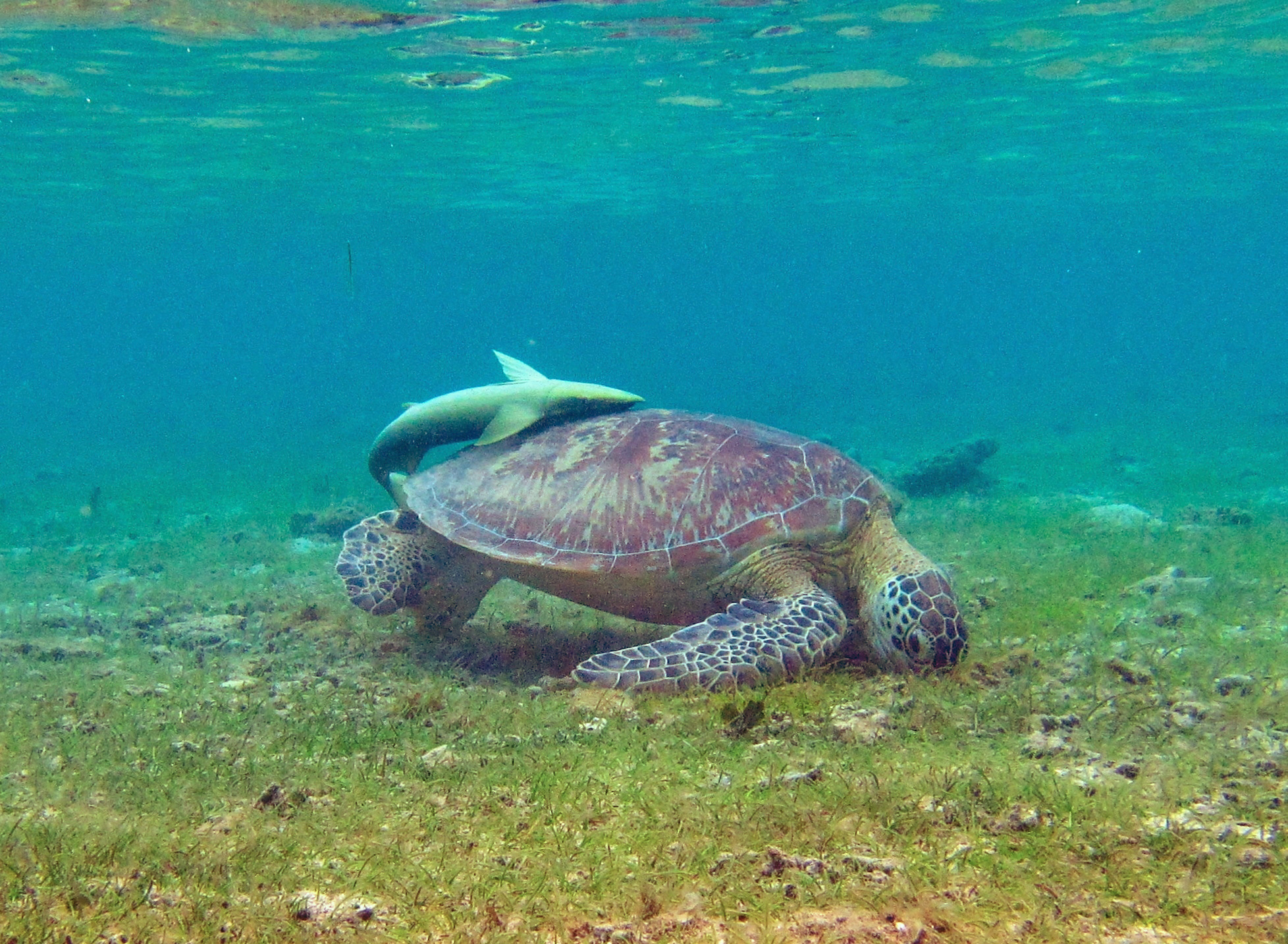
Une tortue verte (Chelonia mydas) à N'Gouja.

### Menaces

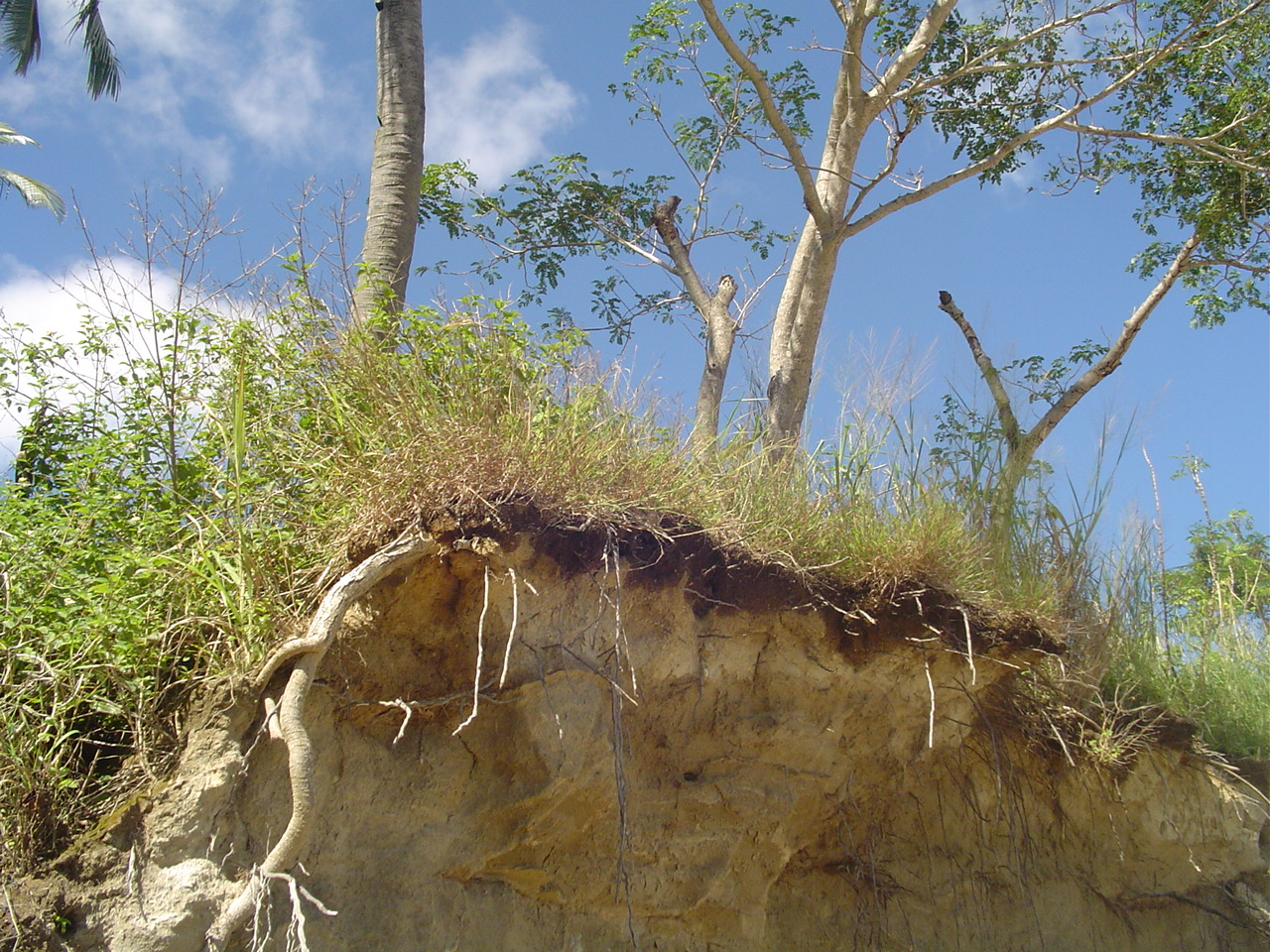
Érosion des sols (Petite-Terre). La terre ruisselle jusqu'au lagon et étouffe le corail.

Mayotte est un point chaud de biodiversité terrestre et marine, cependant cet assemblage est particulièrement vulnérable face à la surpopulation humaine et aux mauvaises pratiques qui l'accompagnent. Les chercheurs estiment que le lagon de Mayotte était un des plus beaux au monde jusque dans les années 1970, mais qu'il a commencé à se dégrader à partir de 1978, avec un envasement progressif et une importante mortalité du corail sur de larges zones, même si son état actuel en fait sans doute toujours le lagon corallien le plus riche de tous les départements d'outre-mer français.
Les menaces qui pèsent sur l'écosystème sont notamment les espèces introduites et éventuellement invasives, avec risques croissants d'invasion biologique ; la fragmentation par les routes, qui dégradent l'intégrité écologique de l'île ; la dégradation des récifs coralliens par la pollution et par accumulations de sédiments terrigènes (déjà plusieurs kilomètres carrés sont dégradés dans les lagons de Mayotte, à la suite de la destruction des forêts qui protégeaient les sols de l'érosion). Bien que les taux de pesticides mesurés dans l'eau soient (en 2011) moindres qu'en métropole (mais plus élevés qu'en Guyane), les engrais et pesticides, comme le DDT, peuvent aussi être emportés par les eaux pluviales et favoriser voire rendre permanent le blanchiment des coraux (coral bleaching), d'autant plus qu'une partie de ces pesticides sont de dangereux produits de contrebande importés des pays voisins, et utilisés sans aucune précaution par des agriculteurs souvent illettrés.
Depuis 2018, un total de 470 espèces sont protégées par arrêté préfectoral : 220 espèces animales (marines ou terrestres) et 250 espèces végétales.
La collecte de coquillages (industrielle dans les années 1970), la pêche excessive, certaines activités extractives (sable corallien), l'agriculture et la divagation d'animaux peuvent aussi avoir des impacts négatifs. Si les derniers dugongs sont désormais relativement bien surveillés, le braconnage des tortues marines est encore féroce à Mayotte,, où on estime que 10% des tortues venant pondre sur les plages succombent sous les coups de machette des braconniers. Le braconnage ou la pêche déraisonnable touchent également les requins, certains mollusques et les concombres de mer.
L'agriculture sauvage sur brûlis, très répandue y compris dans les zones forestières classées, met en grave danger les écosystèmes terrestres et marins de l'île. Des arrêtés préfectoraux ont interdit ces pratiques (notamment en 2017), mais ne sont pratiquement pas appliqués. La diminution de la forêt menace également l'approvisionnement en eau et favorise l'érosion. Le taux de déforestation annuel s'élève à 1,2 %, une valeur importante qui rapproche Mayotte de l'Argentine ou de l'Indonésie, pays connaissant une des déforestations les plus importantes du monde.
Le problème des déchets est crucial pour l'avenir de l'île en matière de tourisme, d'écologie et de santé publique. Un problème accentué par différents facteurs : le caractère insulaire et vallonné, la forte densité de population (plus de 500 habitants au km2 en moyenne), l'absence d'un dispositif de collecte approprié (déchetteries, valorisation des déchets, poubelles et containers suffisants...) et un cadrage institutionnel récent (code de l'environnement, plans de gestion des déchets...). L'épuration des eaux est également très insuffisante, et une grande partie des égouts est déversée directement dans la mangrove.
La perturbation chimique des eaux marines a aussi entraîné des invasions biologiques, notamment par l'étoile dévoreuse de corail Acanthaster planci à partir des années 1980.
Un travail compliqué (au sens des enjeux, budgets et problématiques à croiser pour un tel territoire) est donc à faire, notamment de restauration des milieux écologiques (mangroves, cours d'eau), de nettoyage des abords des routes et des décharges, d'éducation de la population à l'environnement et d'urbanisme,.
Le parc naturel marin de Mayotte a été créé le 18 janvier 2010 : c’est le premier parc naturel marin créé en outre-mer, couvrant l’ensemble de la zone économique exclusive (68 381 km2). La pêche est autorisée dans les eaux du parc selon certaines régulations, et des réserves intégrales existent également, comme celle de la « Passe en "S" ». Depuis 2014, les opérateurs marins sont signataires d'une « charte des opérateurs nautiques de Mayotte pour le respect des mammifères marins et de leurs habitats ».

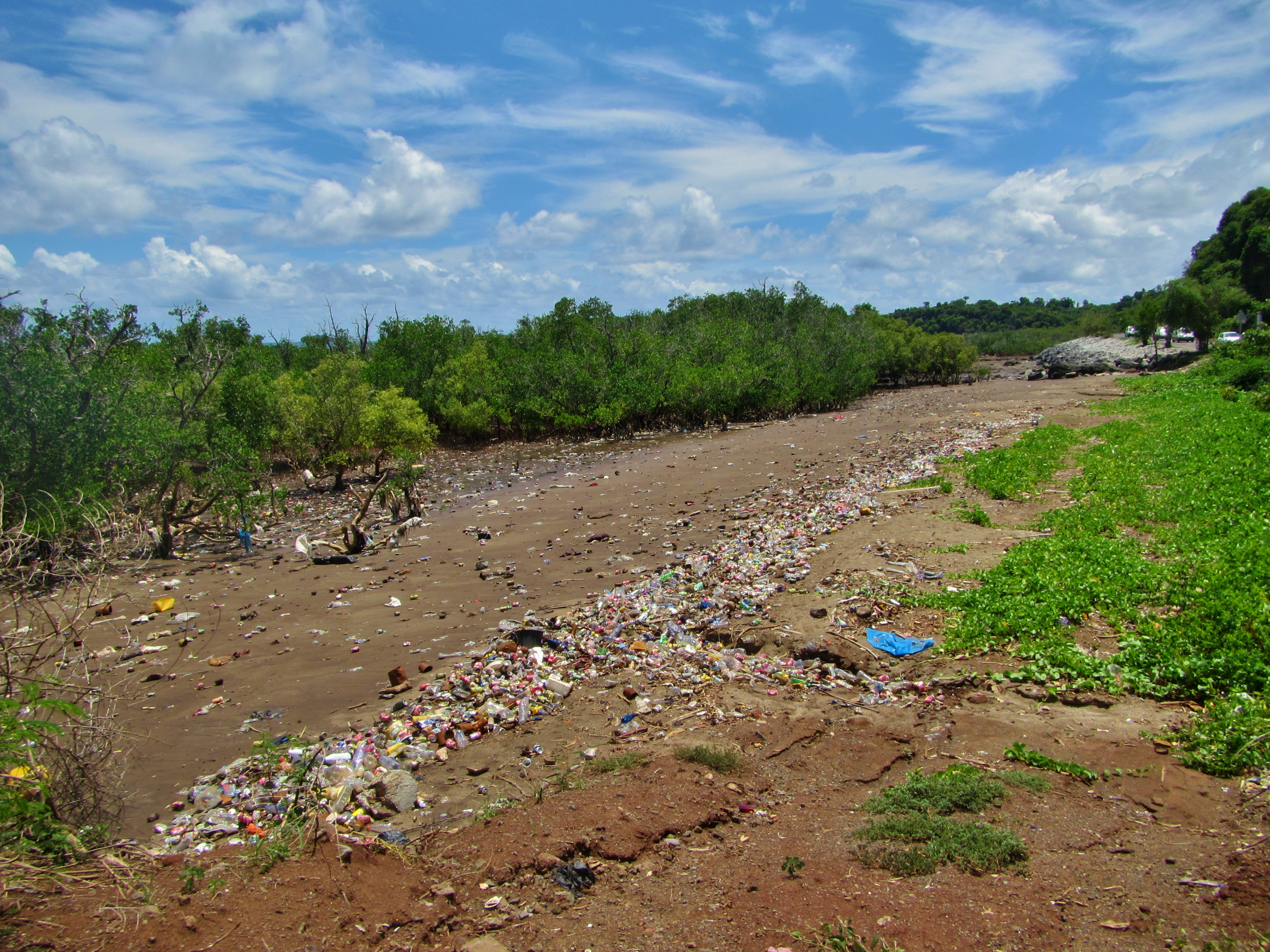
Exemple de plage polluée par des ordures, à Majicavo. L'éducation environnementale est un défi à Mayotte.
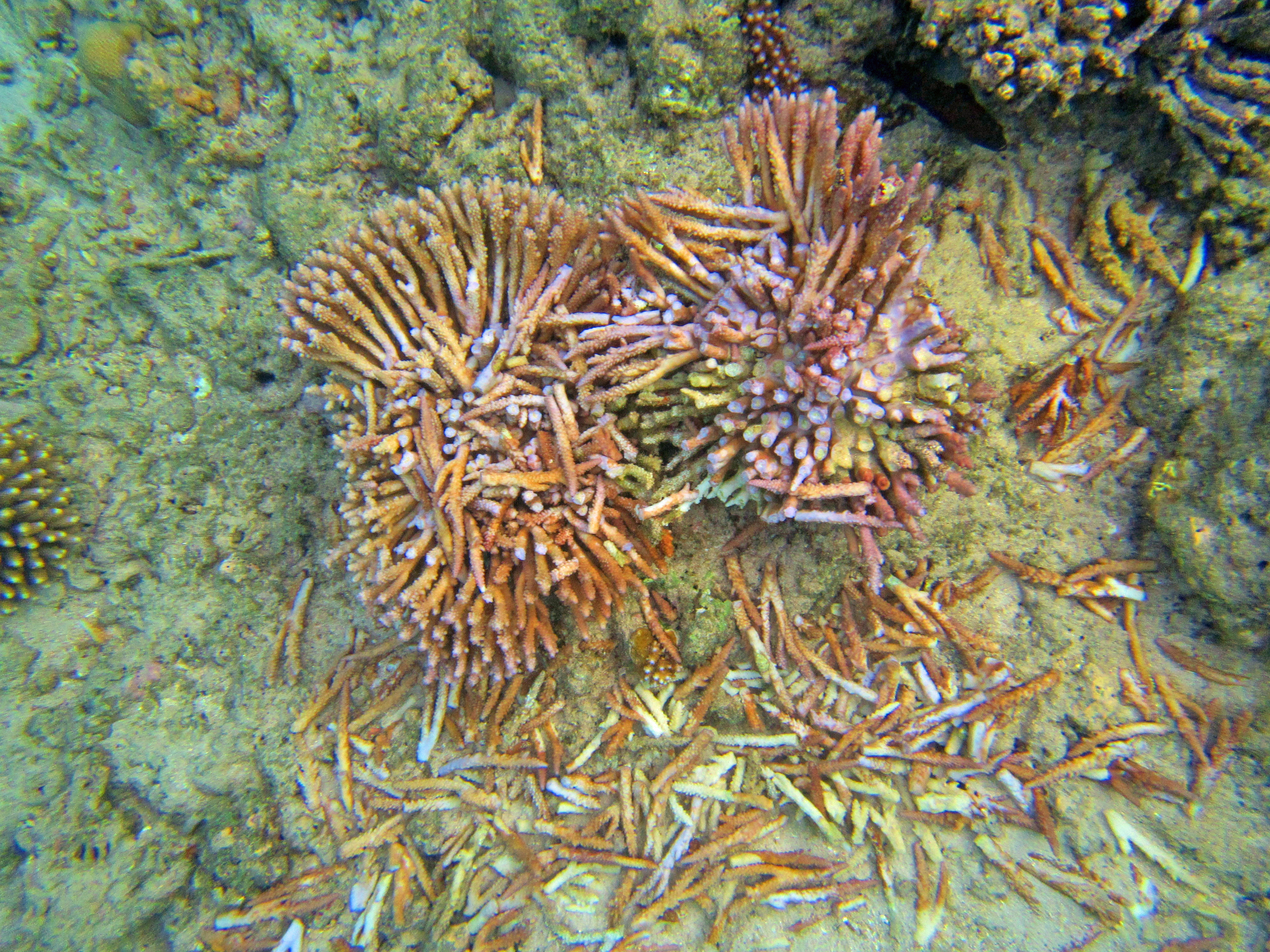
Colonie de corail fracassée, par une ancre ou par un baigneur maladroit. Si elle survit, elle mettra plusieurs longues années à se reconstituer.
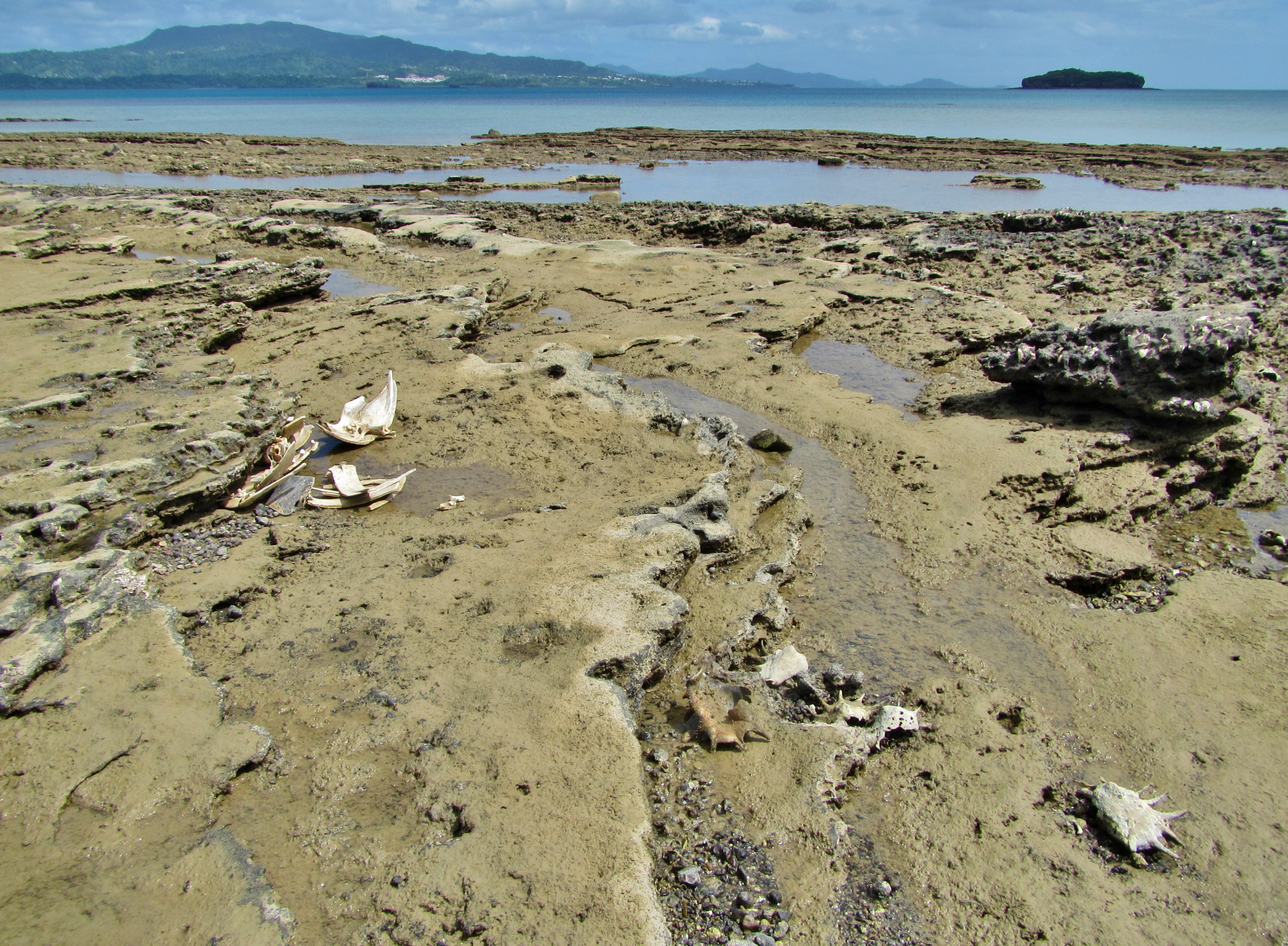
Scène de braconnage à Petite-Terre. On voit une carcasse de tortue verte et des coquilles éclatées de strombes.
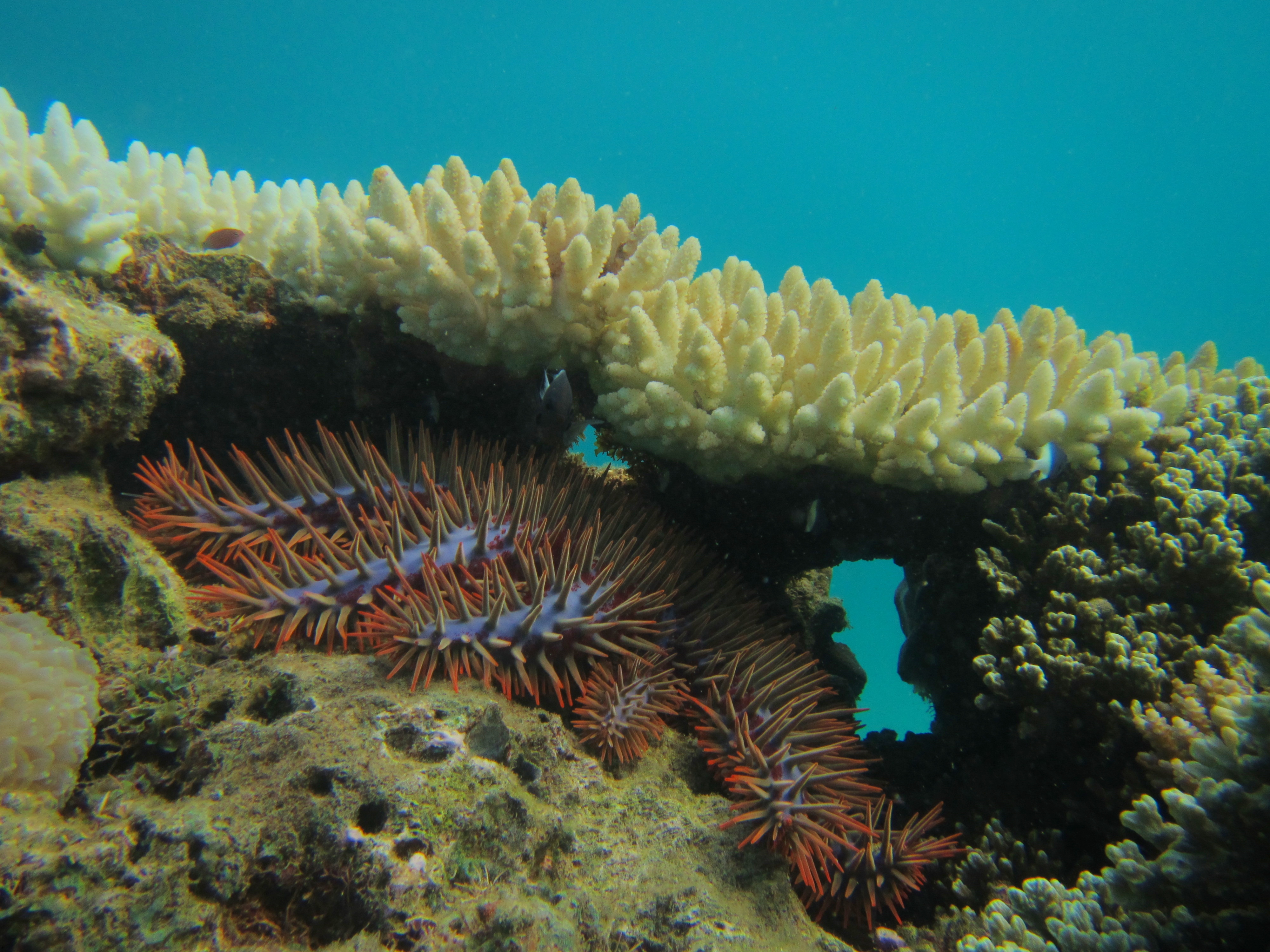
Étoile dévoreuse de corail à Bandrélé. À la suite de perturbations écologiques, elle peut être sujette à des invasions destructrices, comme en 2011.
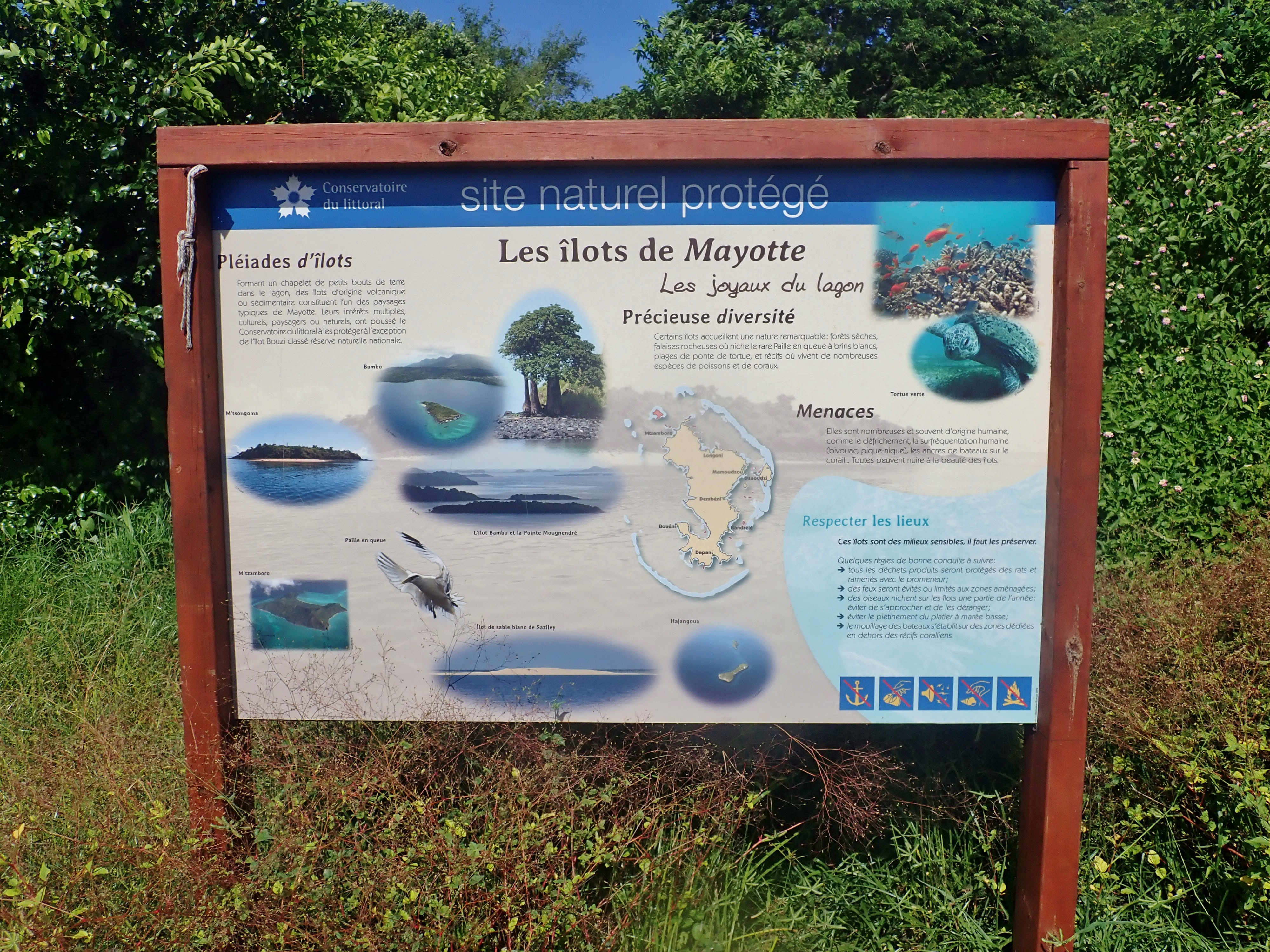
Panneau de réglementation environnementale à destination des usagers des îlots de Mayotte.

## Divisions administratives

### Communes

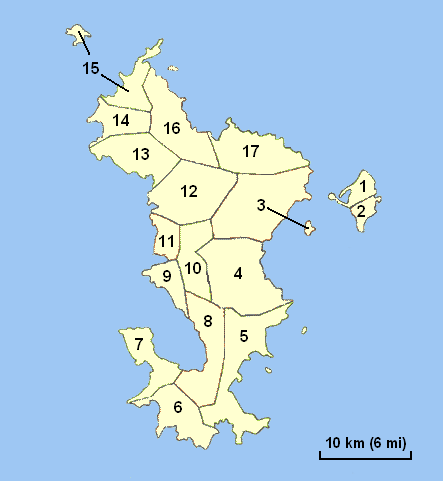
Communes de Mayotte.

Mayotte compte depuis 1977 dix-sept communes. À chaque commune correspond un canton excepté pour Mamoudzou qui en regroupe trois, ce qui fait dix-neuf cantons. Chacune des dix-sept communes regroupe le plus souvent plusieurs villages. Contrairement aux autres départements qui comportent plusieurs arrondissements ou un seul (pour Paris et le Territoire de Belfort), Mayotte ne comporte officiellement aucun arrondissement ; son territoire peut toutefois être assimilé à un arrondissement unique avec une préfecture siégeant à Dzaoudzi, qui est le chef-lieu administratif,, bien que Mamoudzou accueille le siège du conseil départemental et l'essentiel des services de la Préfecture.
Les communes les plus peuplées sont Mamoudzou, Koungou, Dembeni et Dzaoudzi.

### Intercommunalités
Entre 2014 et 2015, une communauté d'agglomération et quatre communautés de communes ont été créées.